# Église Saint-Martin de Montagne
L'église Saint-Martin est une église catholique située à Montagne, en France.

## Localisation
L'église est située dans le département français de la Gironde, sur la commune de Montagne.

## Historique et description
L’église Saint-Martin est construite au XIIe siècle. L’histoire de l'édifice n'est pas très bien connue et les archives sont très fragmentaires. 
- Elle est citée dans la liste de 1398 des paroisses du diocèse.
- En 1569,l’union de l’église Saint-Martin de Montagne au doyenné de Saint-Émilion est proclamée par l’archevêché.
- Un décret du Cardinal de Sourdis de 1621 érige la paroisse de Saint-Martin de Montagne en Vicairie perpétuelle.
- Deux procès-verbaux commandés par le Cardinal de Sourdis attestent du peu de dégradations faites par les huguenots en ces lieux.

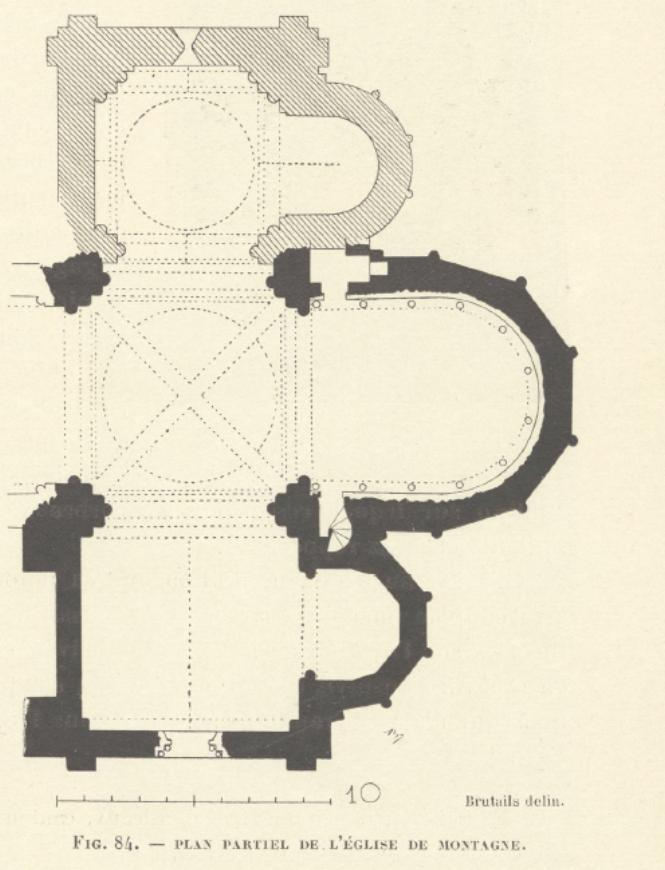
Plan du chevet (Brutails 1912)

Le plan de l'église est une croix latine, typique du XIIe siècle. La nef unique, seulement couverte de voûte au XIXe siècle, se poursuit à l’est par un large transept très saillant, lui-même voûté dès l’époque romane. Le bras Nord du transept a été ajouté dans un deuxième temps : il couvre des contreforts qui épaulaient primitivement le clocher central; les bases des colonnes, plus aplaties et à griffes, accusent une époque moins reculée que les bases du carré. Les deux absidioles et l'abside greffées sur le transept forment le chevet.
Cette partie de l’église possède la particularité de posséder quatre types de voûtes : 
- Les absides sont toutes trois voûtées en cul-de-four.
- Le bras Nord du transept, couvert d'une coupole à pendentifs, est d'une construction exceptionnellement soignée.
- On trouve une voûte en berceau brisé sur le bras sud du transept.
- Une coupole nervée sur le carré du transept. Les piliers plantés aux angles du carré sont armés de colonnes engagées sur lesquelles retombent les arcs d'encadrement; entre ces colonnes et sur chaque angle du carré, il existe deux autres colonnes qui sont plutôt des pilastres arrondis. Comme les autres colonnes, ces deux pseudo-colonnes ont un chapiteau et de l'un à l'autre chapiteau est posé un sommier qui porte l'ogive carrée, large de 59 cm, épaisse de 33 cm ornée à l'intrados d'une file de quatre-feuilles. Cette coupole, unique dans le Libournais, annonce véritablement les voûtes gothiques sur croisées d’ogives.

À la croisée du transept s’élève un grand clocher-tour carré, crénelé lors de la Guerre de Cent Ans.
L'abside en dehors et l'absidiole Sud décrivent, en plan, des polygones, sur les angles extérieurs desquels sont montées des colonnes engagées. L'absidiole Nord, également munie de colonnes engagées, est semi-circulaire; mais le panneau central est aplati, afin de faciliter le percement d'une fenêtre.
L'ordonnance de l'abside et de l'absidiole Sud est digne d'attention par un cordon horizontal à hauteur de l'appui des fenêtres et couronnées par une corniche que portent des modillons figurés et les chapiteaux des colonnes engagées. La corniche de l'abside principale est d'un type particulier : elle est formée d'un encorbellement continu sur lequel ressortent les modillons plus saillants et assez rapprochés.
En 1866, l’église est très délabrée. Les travaux vont se dérouler sous l’autorité de M. Labbé, architecte du gouvernement et des édifices diocésains. La nef a été en grande partie refaite. La charpente, la couverture et le carrelage sont refait à neuf. L’abside et le transept se voient restaurer à l’extérieur, tout comme les absidioles. Les voûtes du transept sont également réparées à cette occasion. Des travaux reprennent en 1880 sous la direction de M. Hosteing. Cette campagne de restaurations est demandée par le conseil de fabrique et comprennent la rénovation du transept Sud et l'arcature en dedans du chevet.
L’église actuelle possède deux accès, un au sud à l’extrémité du bras du transept, et l’autre à l’ouest qui constitue l’entrée d’origine. Cette porte, très simple, est accompagnée de deux portes feintes. L’entrée sud, dans sa forme actuelle, n’existe que depuis la restauration de 1866, le tympan porte la date 1870. Au XIVe siècle on avait brisé en haut le pignon de cette façade Sud, pour établir une logette avec archères et mâchicoulis, destinée à défendre l'accès de la porte. Lors de la restauration cette partie a été remanié, mais certains des modillons romans ont été conservés et ils se trouvent sur la façade actuelle.

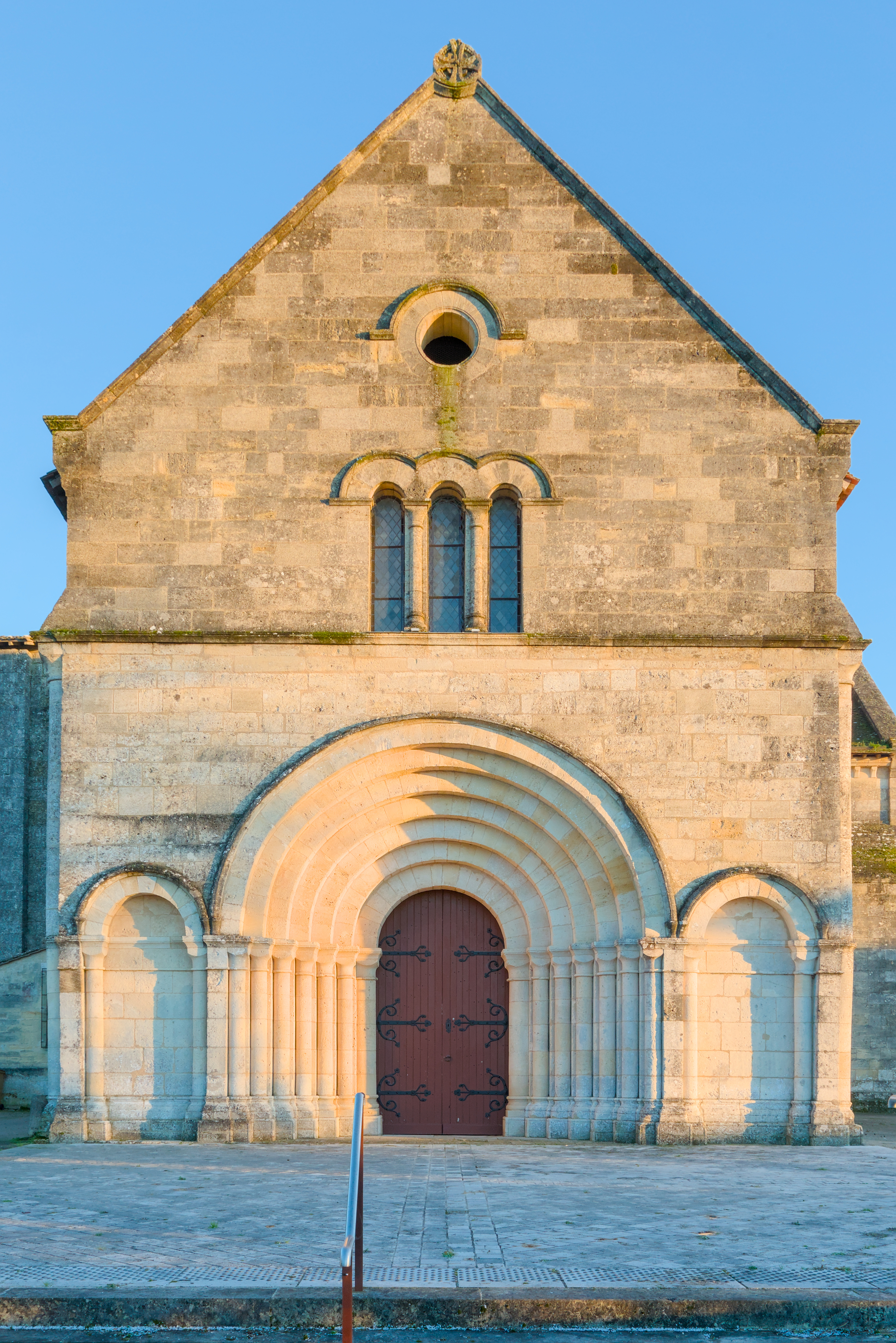
Façade ouest
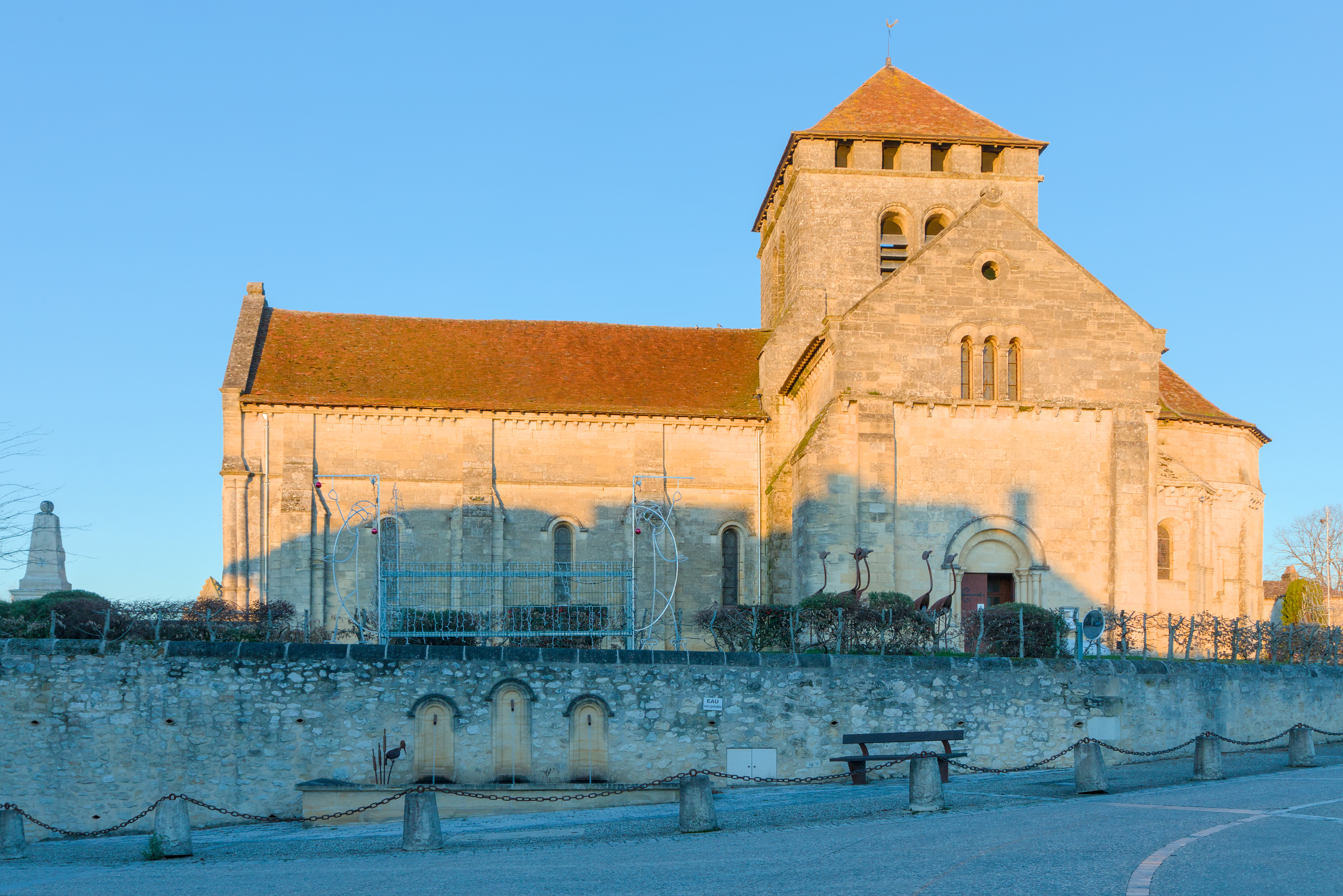
Vue sud au soleil couchant
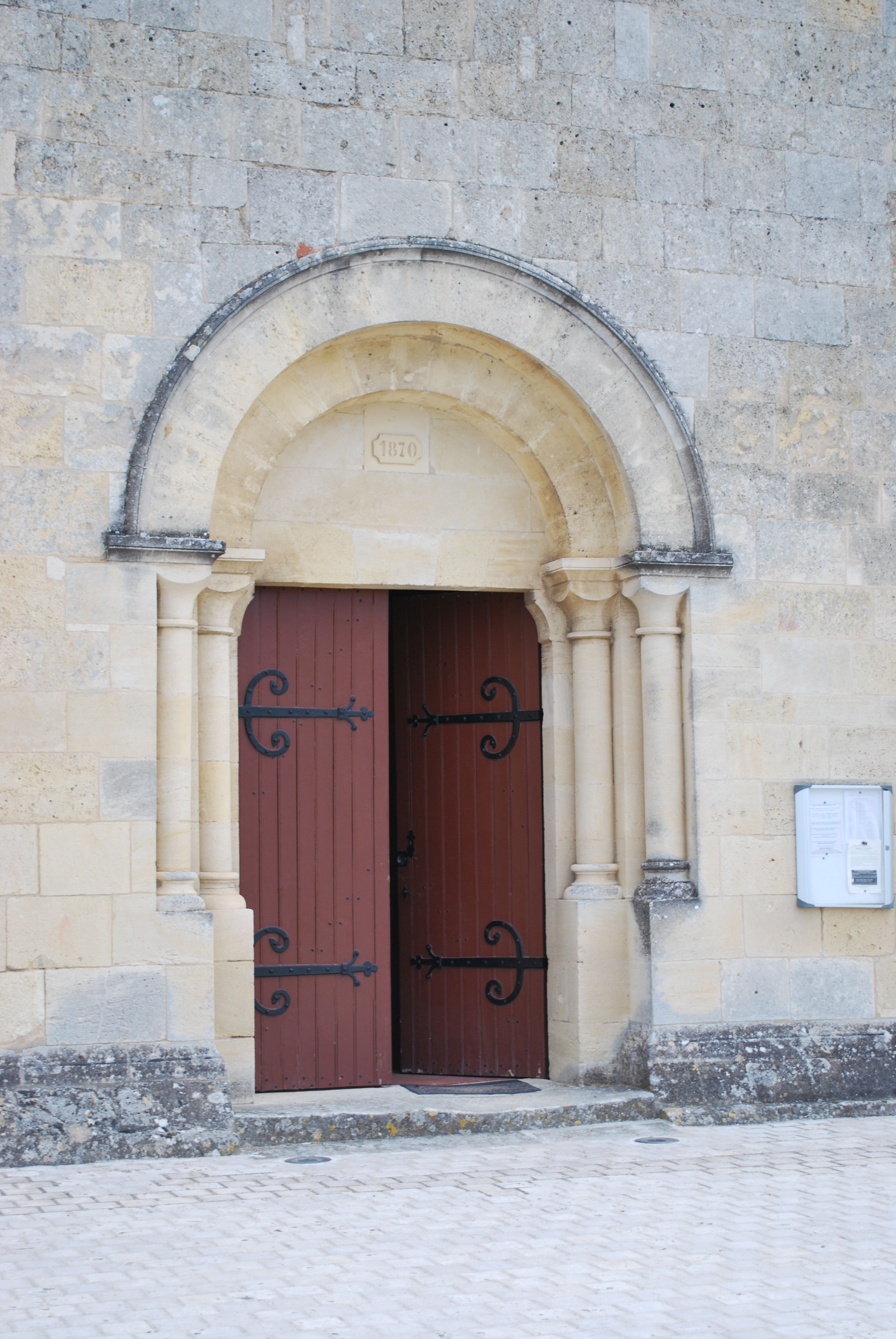
Porte sud
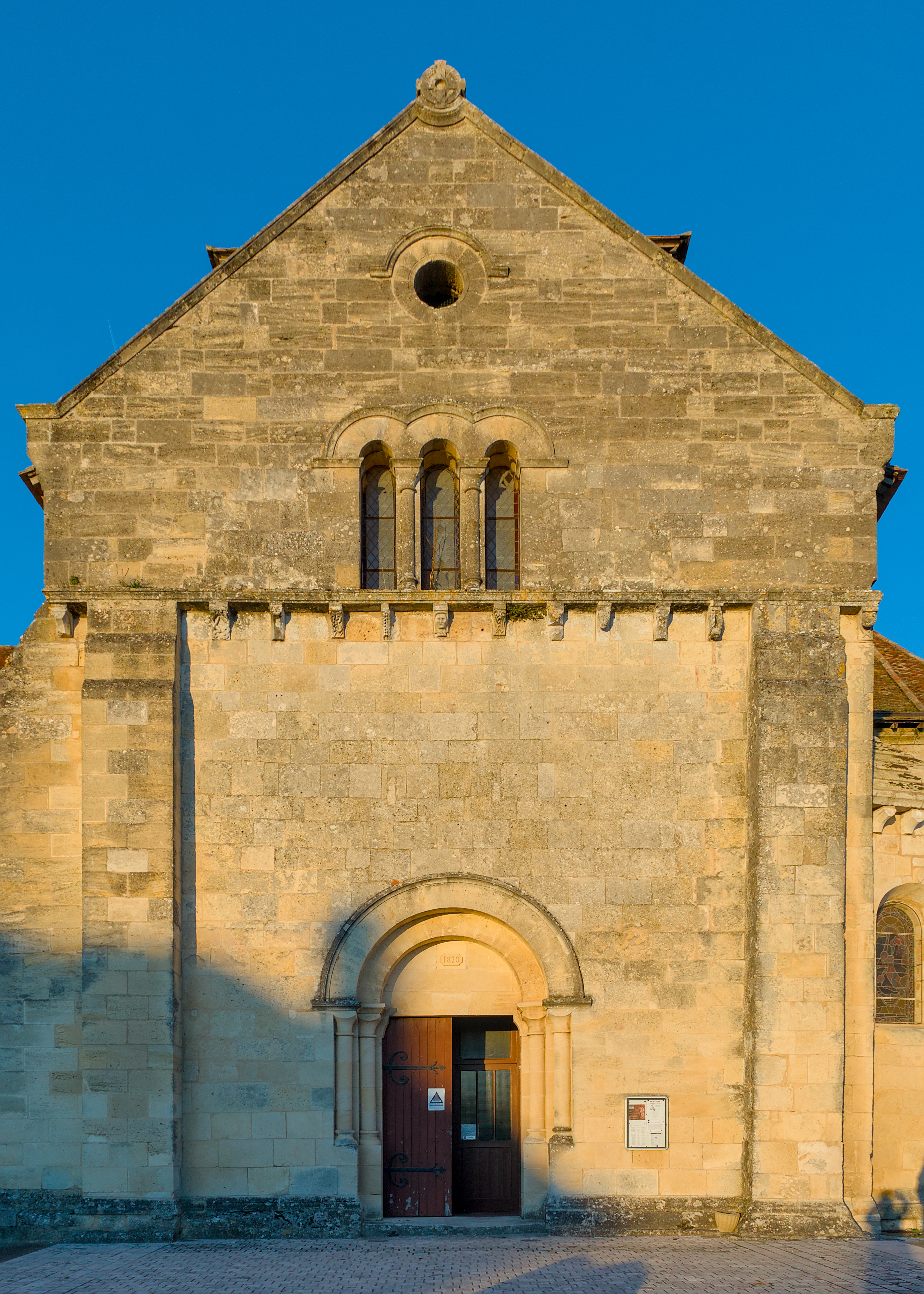
Bras sud du transept
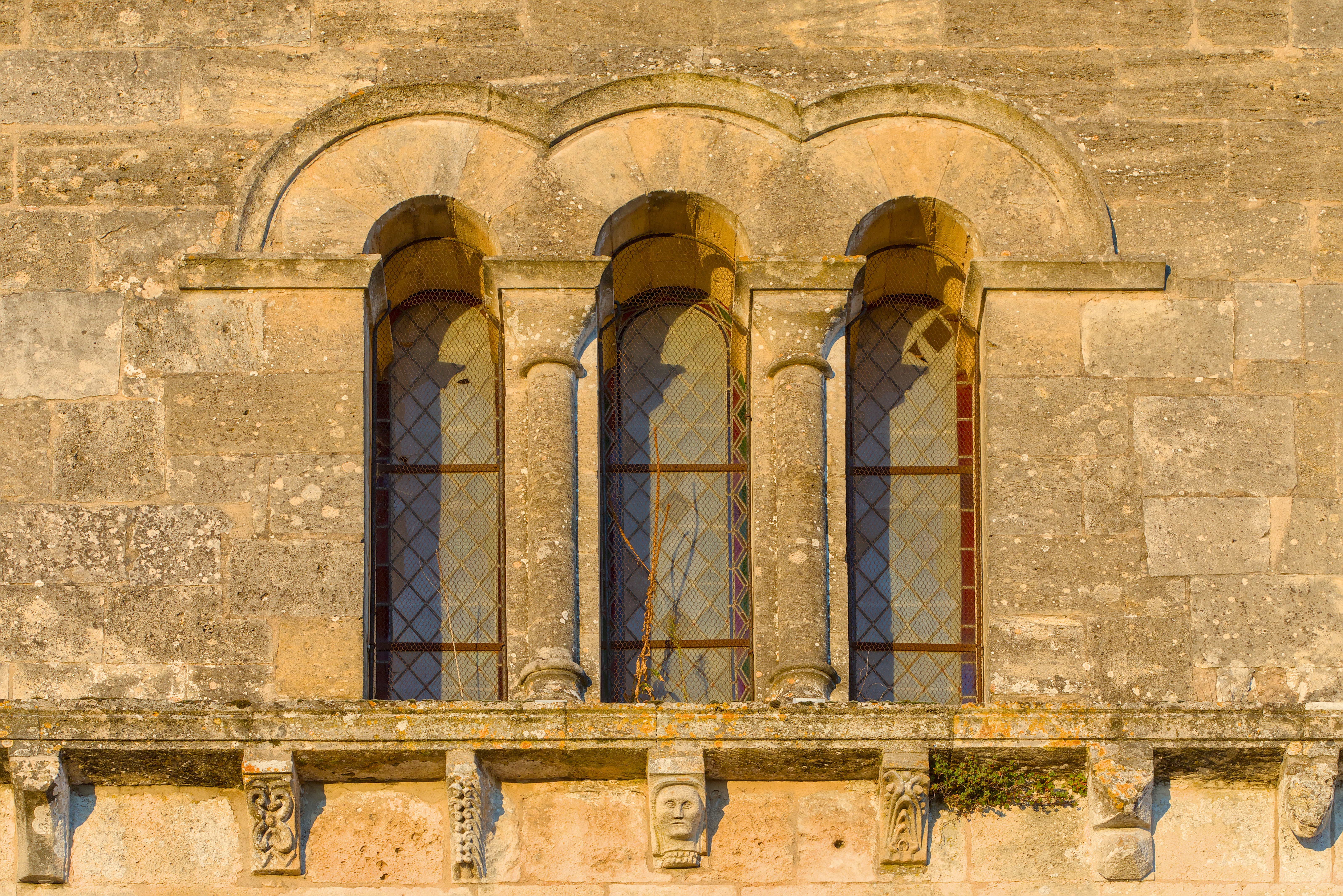
Fenêtre trilobée et modillons sur la façade sud

### Les modillons
Aucun chapiteau de la corniche n'est historié. Ils ont tous un décor végétal simple. Les modillons qui soutiennent la corniche de l'abside et les absidioles datent du XIIe siècle et parmi les modillons bien conservés, six sont figurés. On trouve les représentations habituelles de l'iconographie des modillons romans : Un loup qui tient un cylindre ou tige entre ses dents; un couple d'hommes (des moines ?) qui s'enlacent; des lions sexualisés; un ours qui tient sa proie dans la gueule; deux hommes, dont chacun tire ses commissures ou sa moustache avec une main. Les modillons romans qui ont été remployés, au XIXe siècle, sur le transept sud sont des représentations géométriques ou végétales.

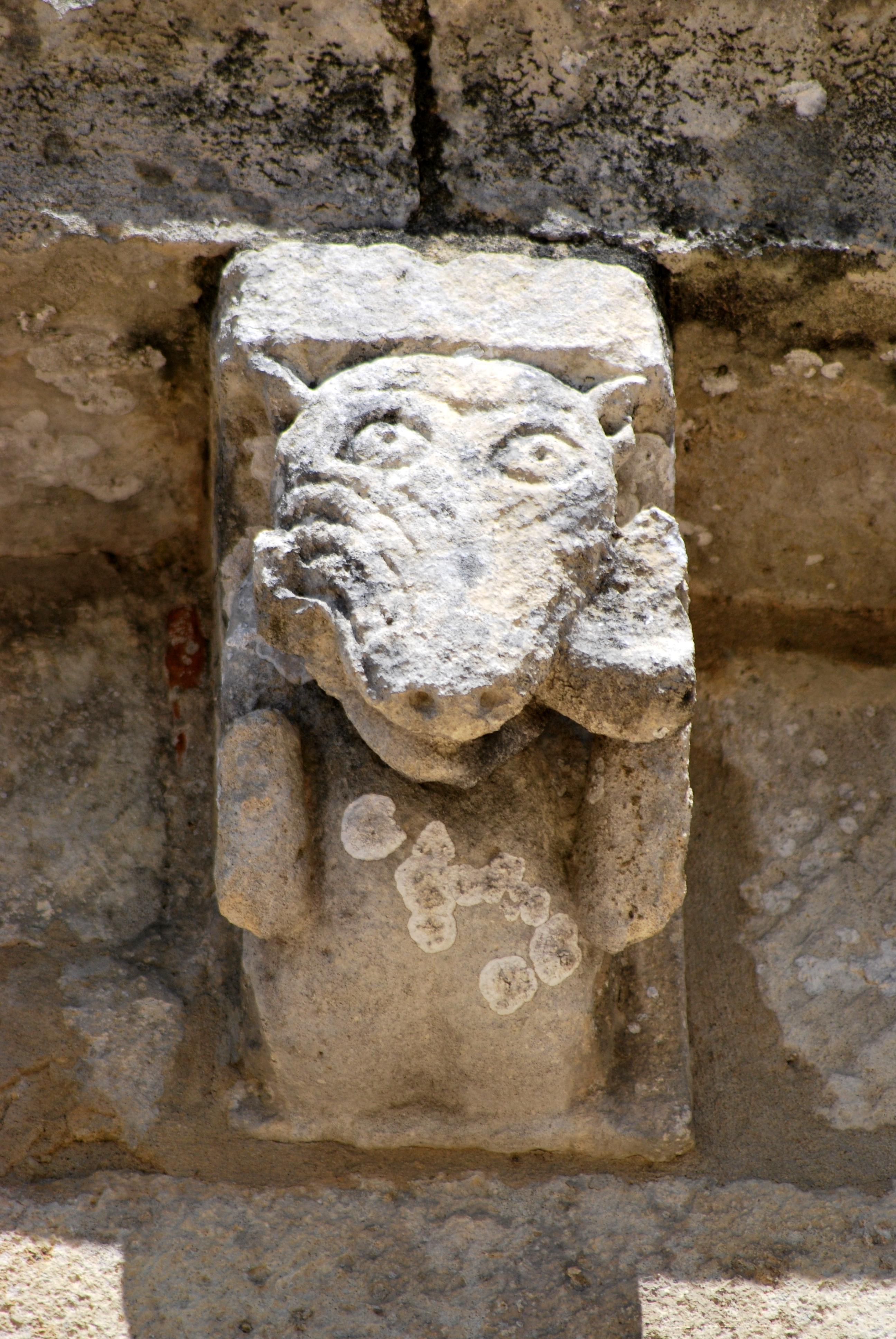
Loup et tige
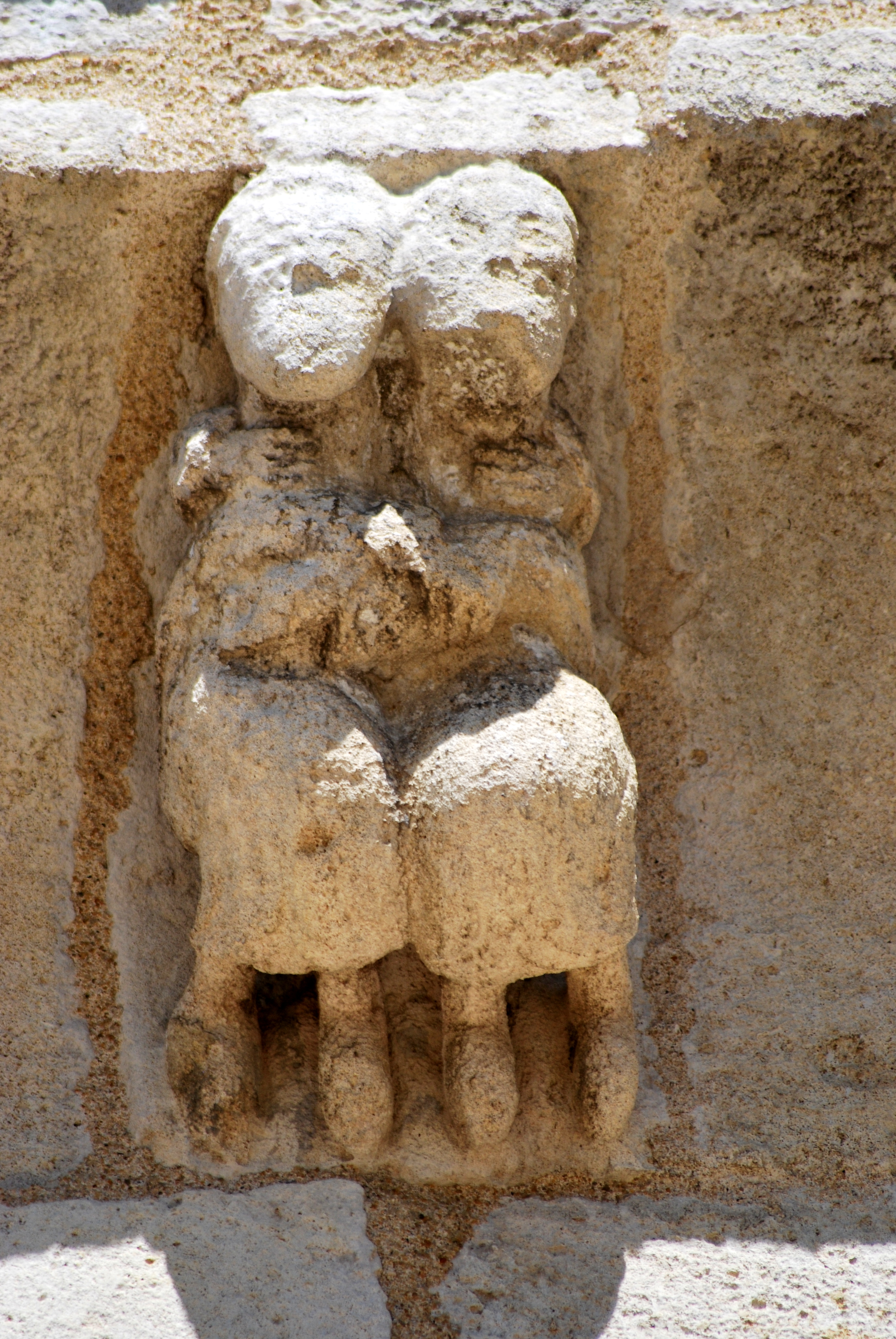
Hommes enlacés
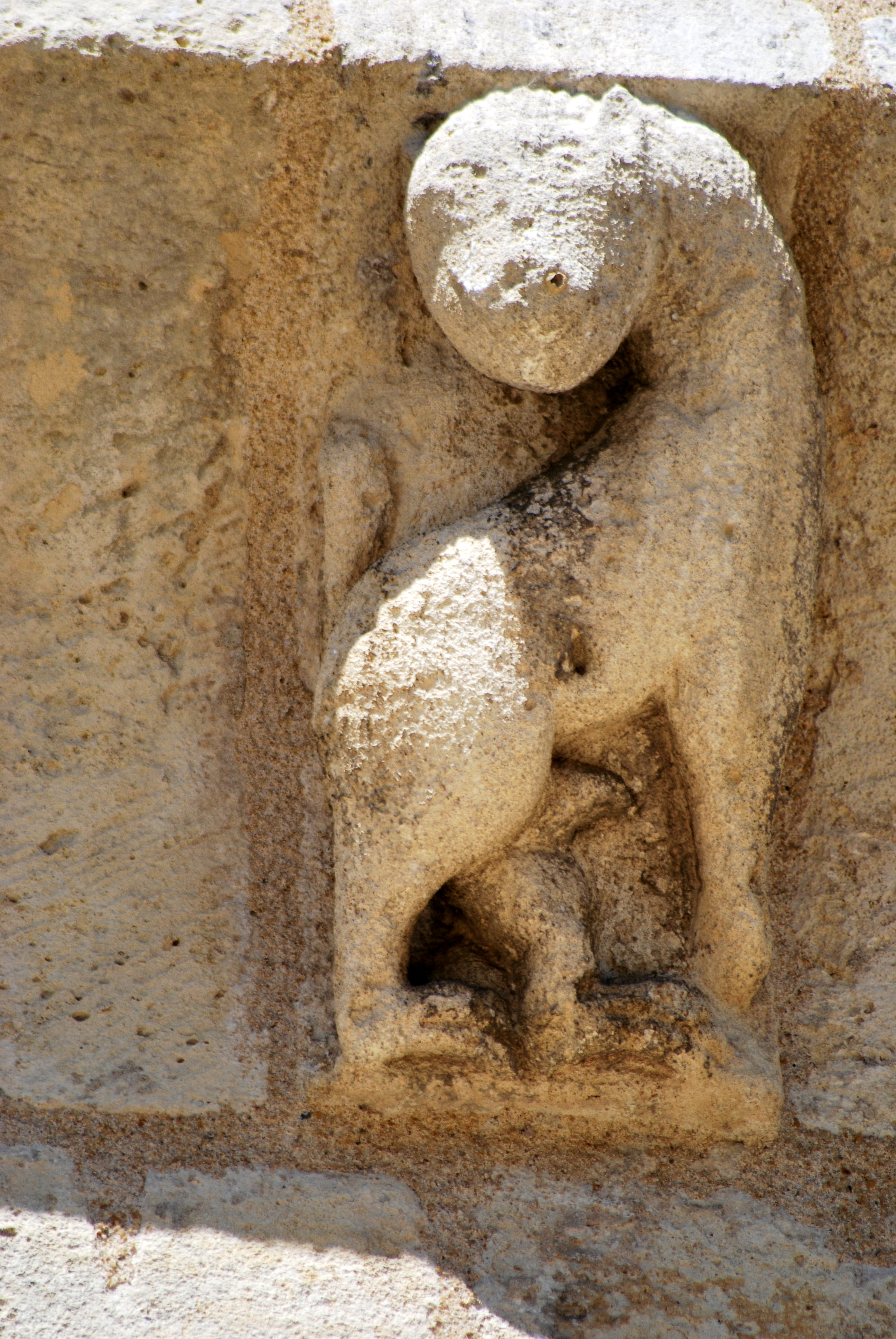
Lion
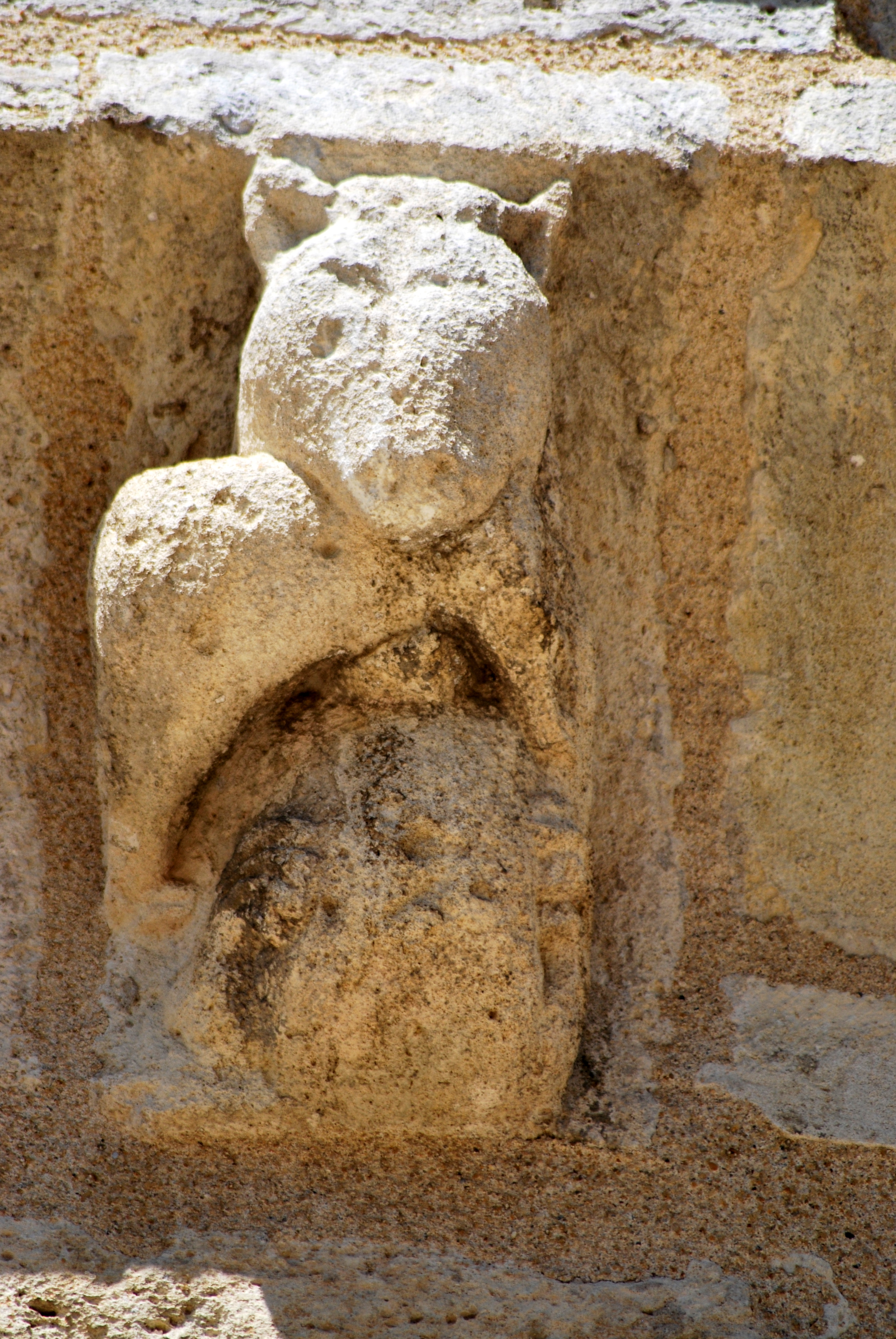
Ours avec proie
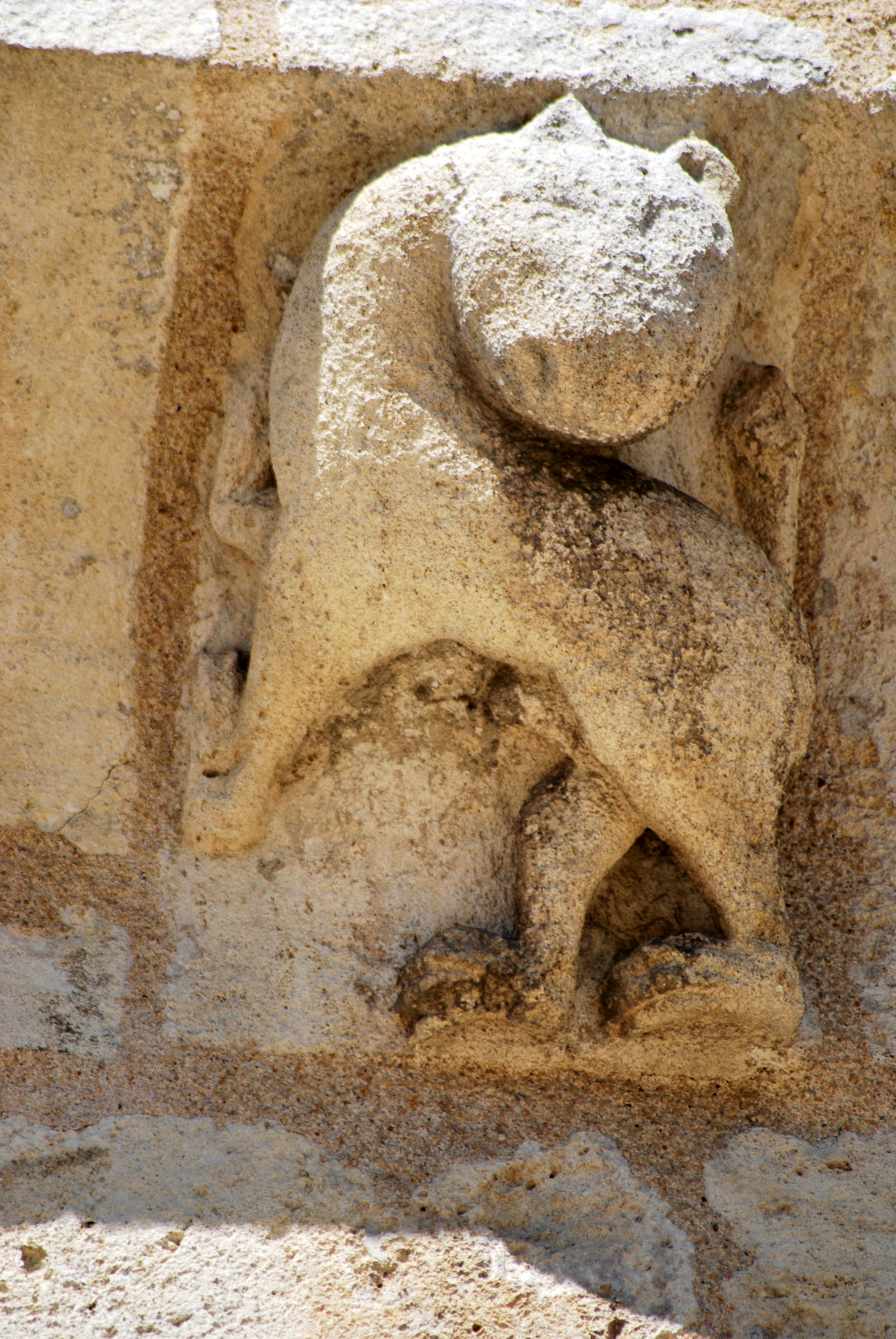
Lion
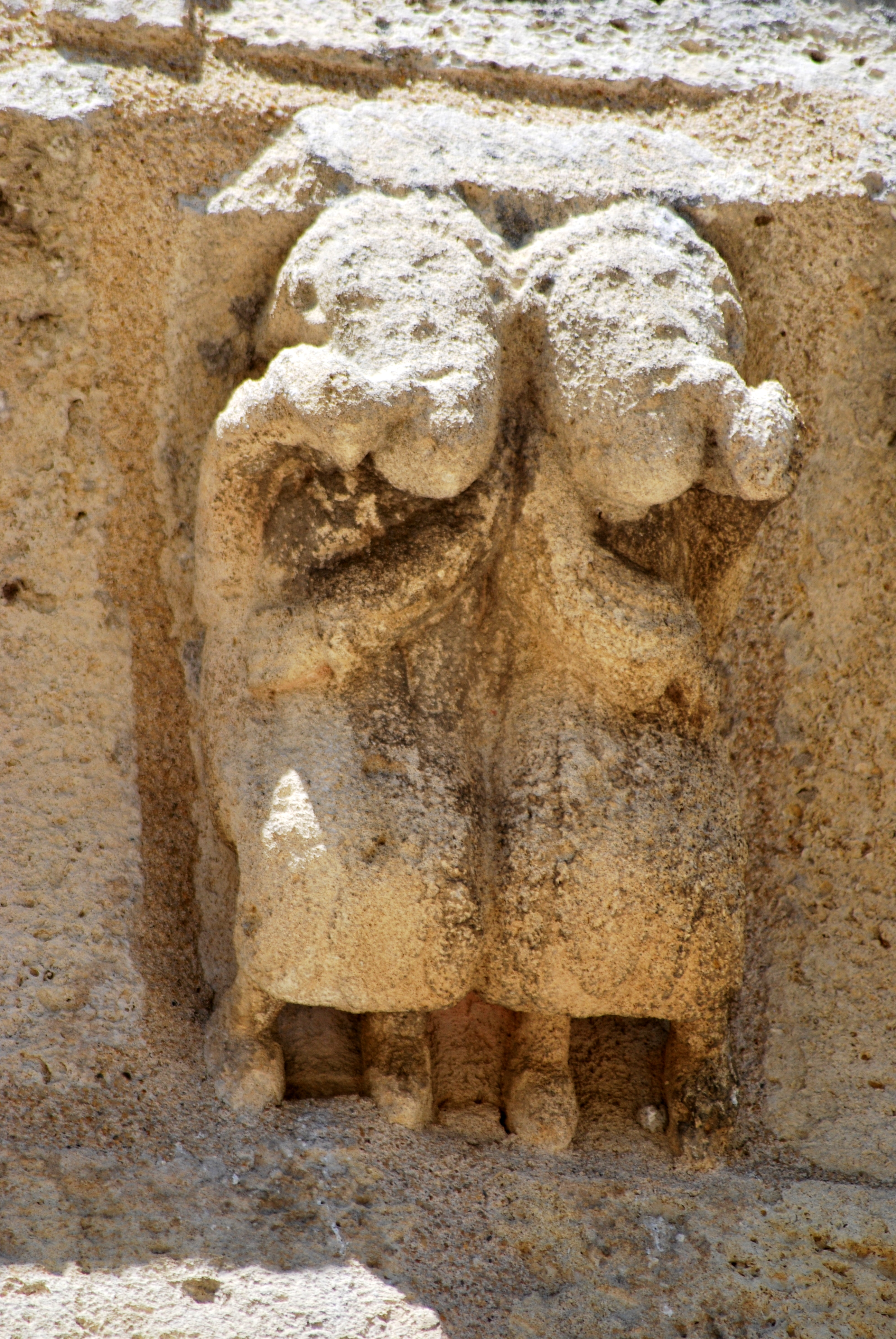
Deux hommes

### L'intérieur
- La nef a été reconstruite au XIXe siècle et toutes les chapiteaux sculptés datent de cette époque.
- Les trois absides et le bras nord du transept abritent des autels dédiés à : saint Joseph, saint Martin, Notre-Dame et le Sacré-cœur.
- Derrière l'autel principal se trouve l'entrée de la salle funéraire, indiqué par une plaque gravée avec les blasons des familles inhumés. C’est dans cette salle que repose le dernier descendant de la famille de Calvimont, propriétaire de nombreux biens sur le canton, et notamment du château des Tours de Montagne.

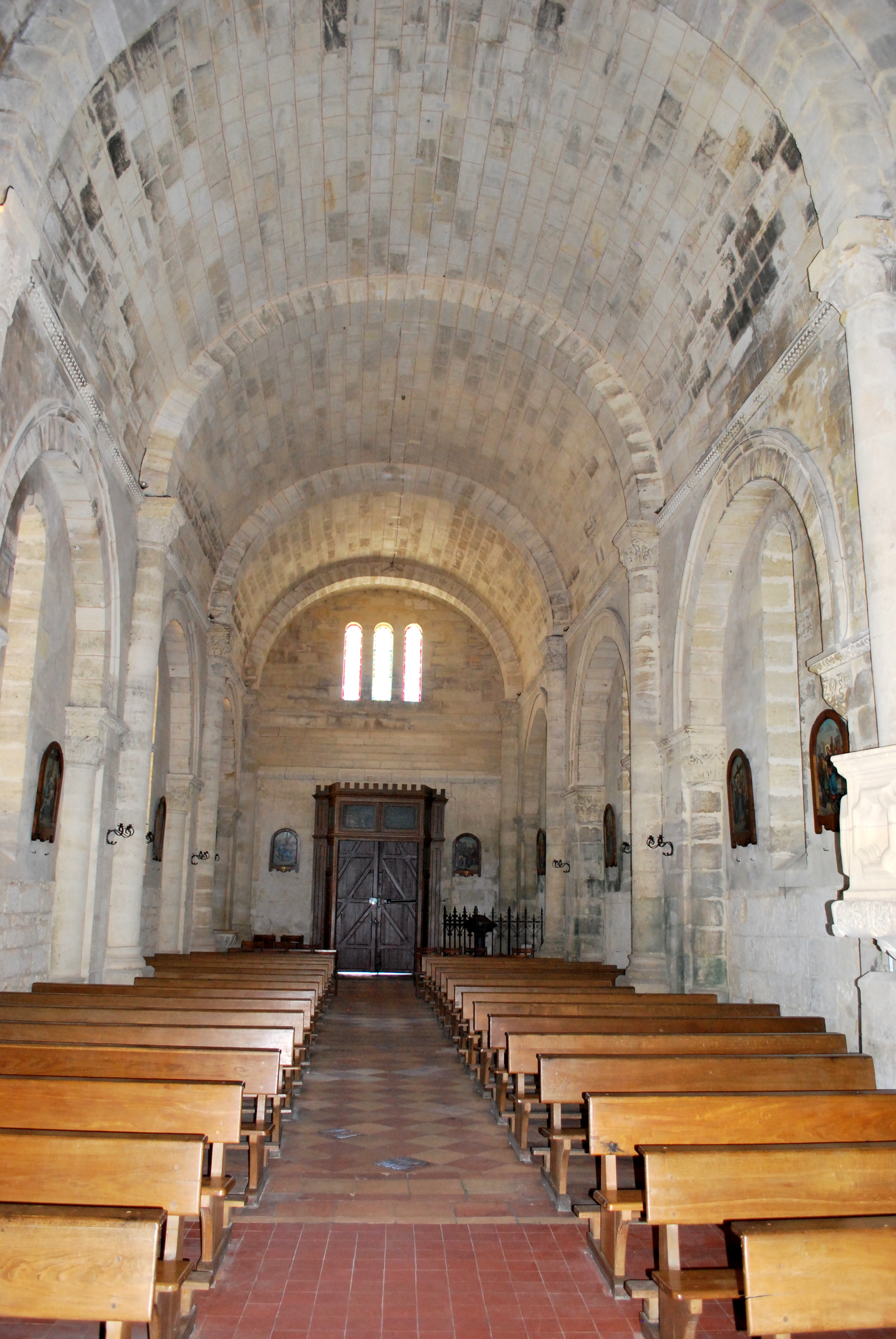
La nef vers l'ouest
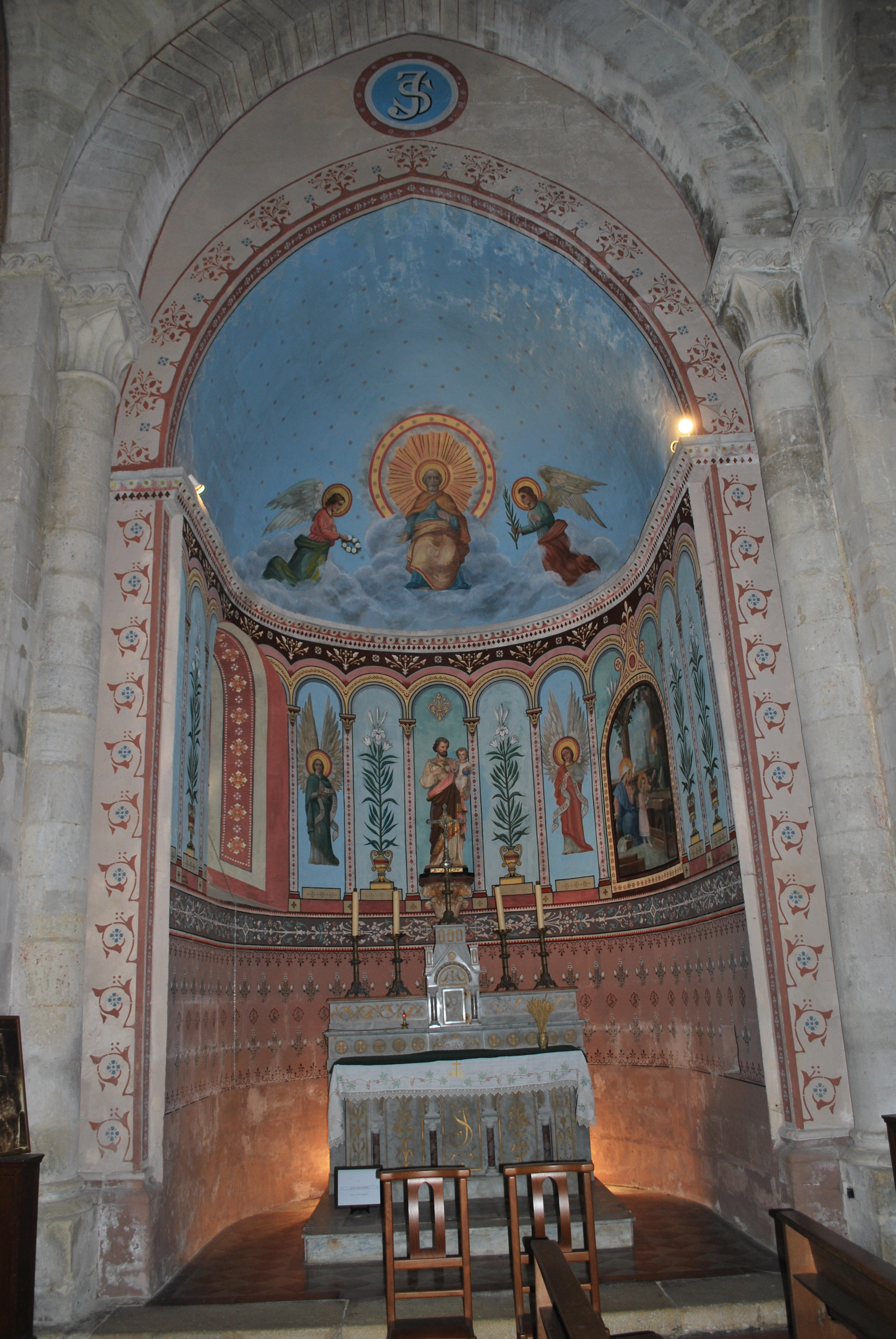
L'absidiole nord
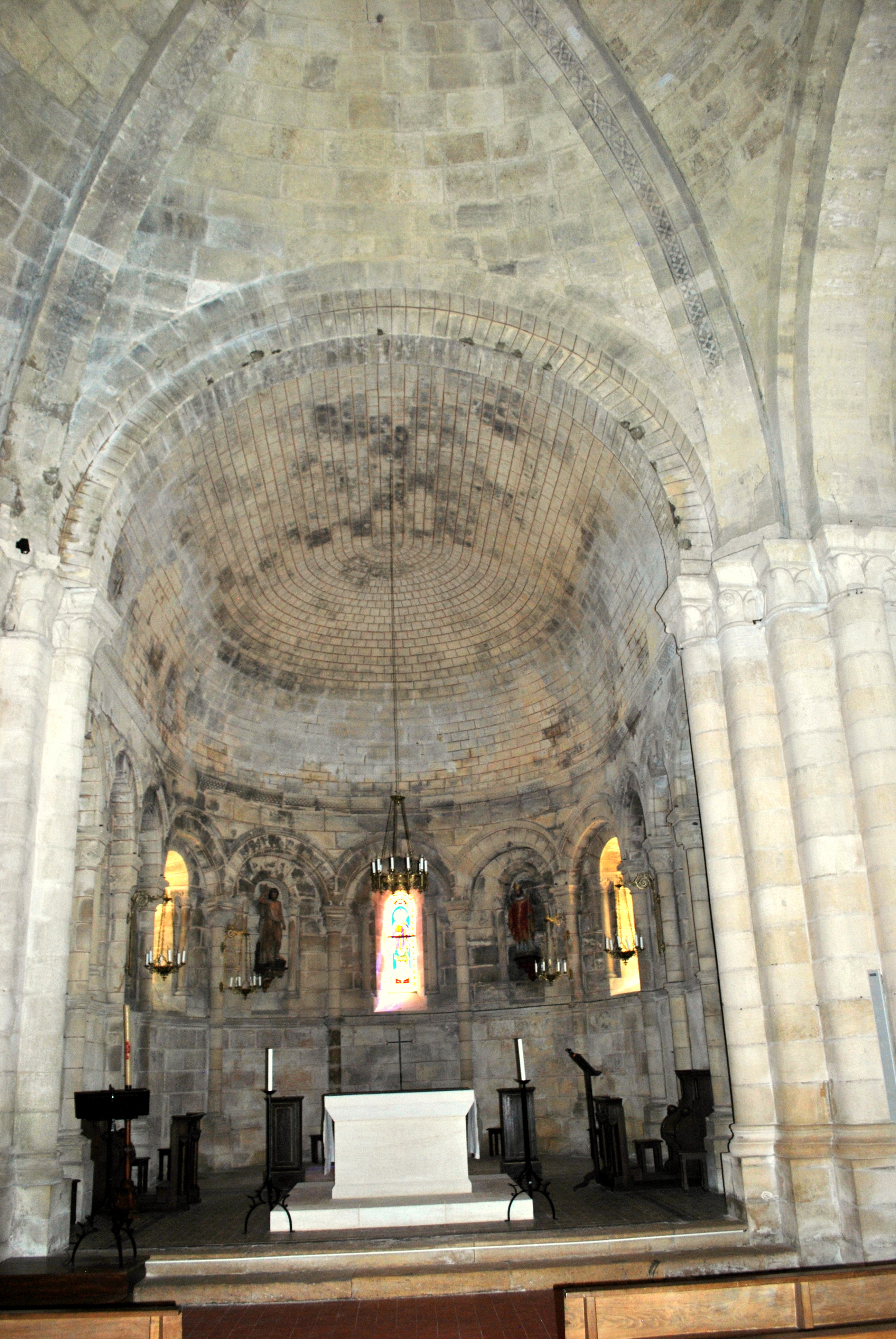
L'abside
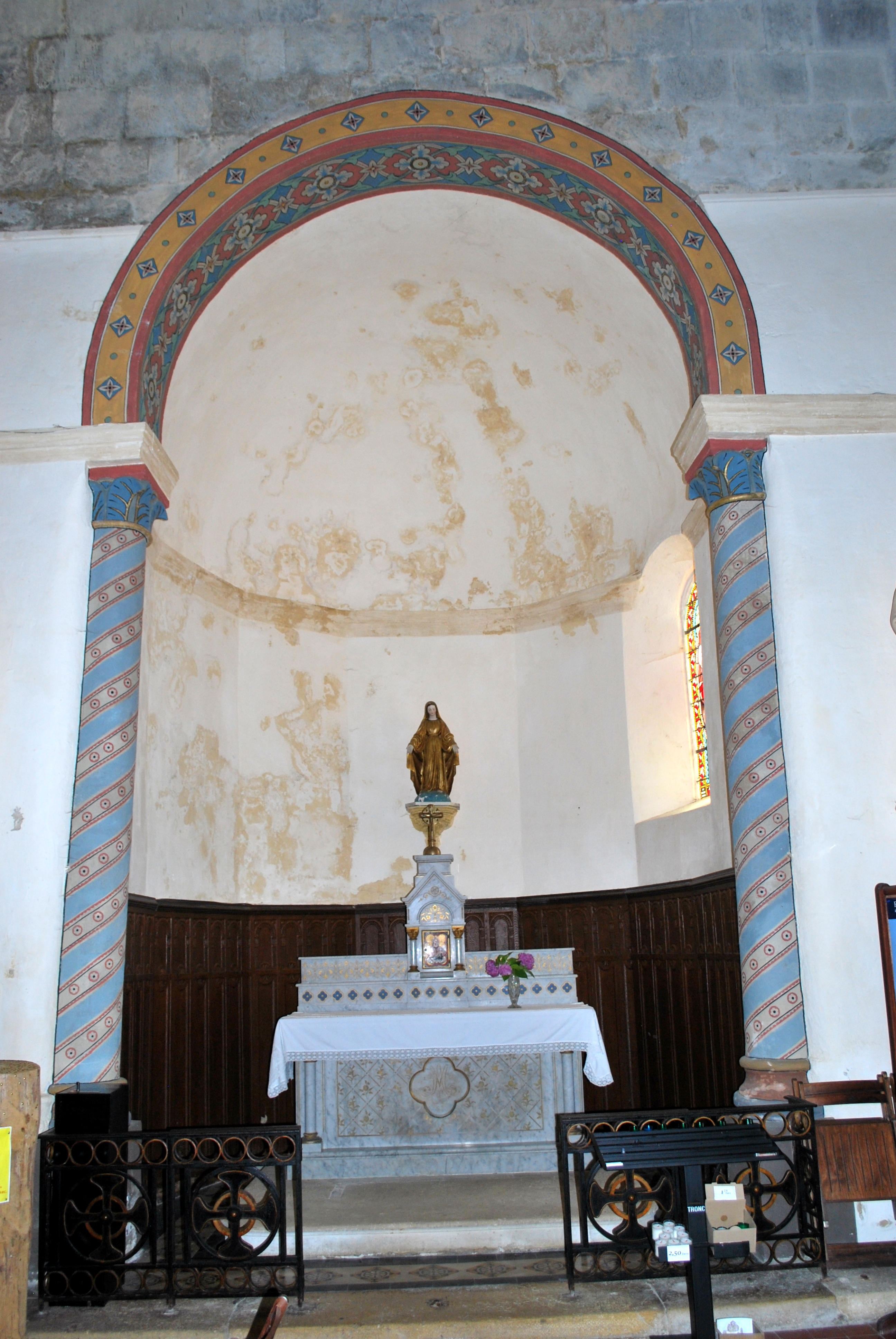
L'absidiole sud
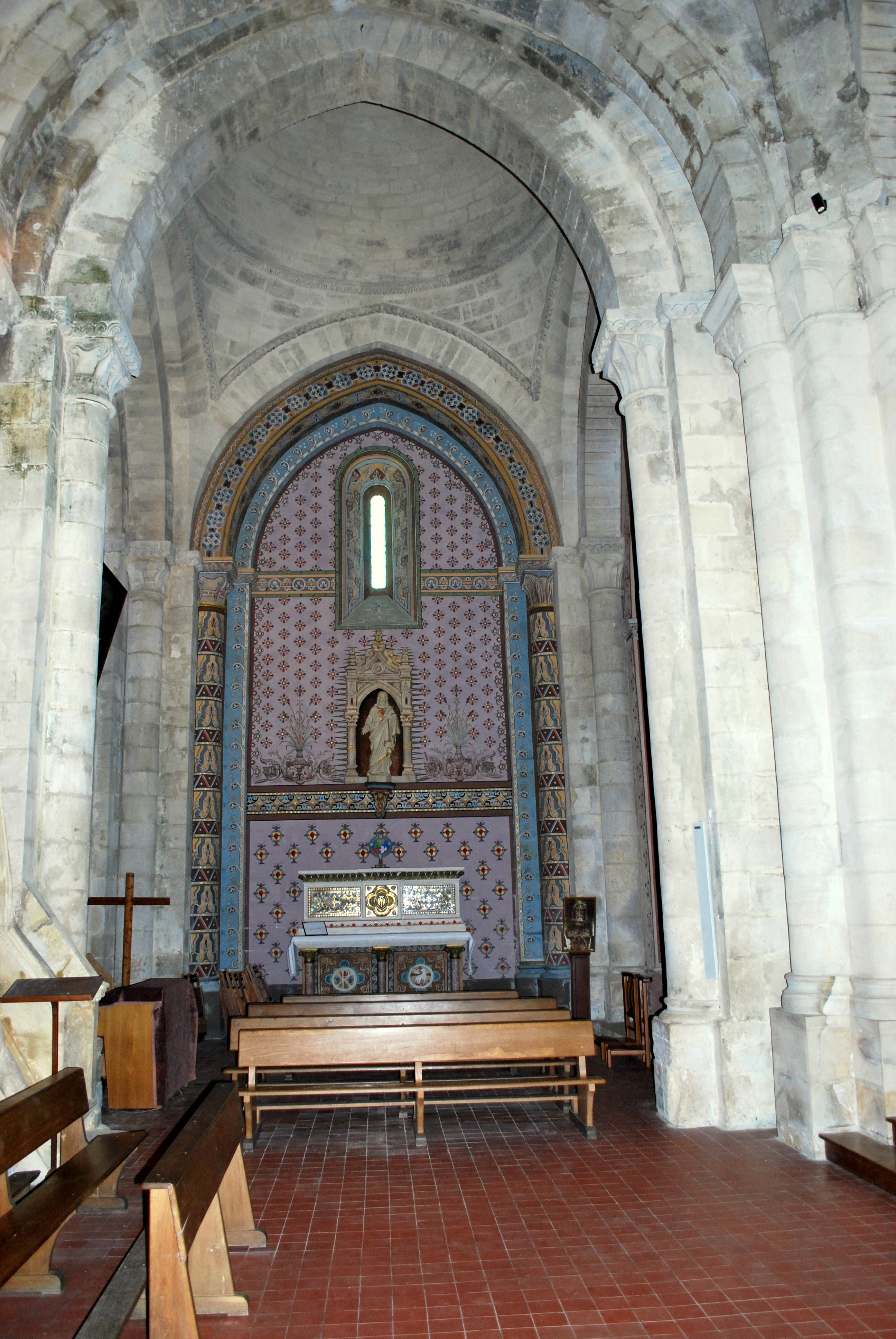
Autel transept nord
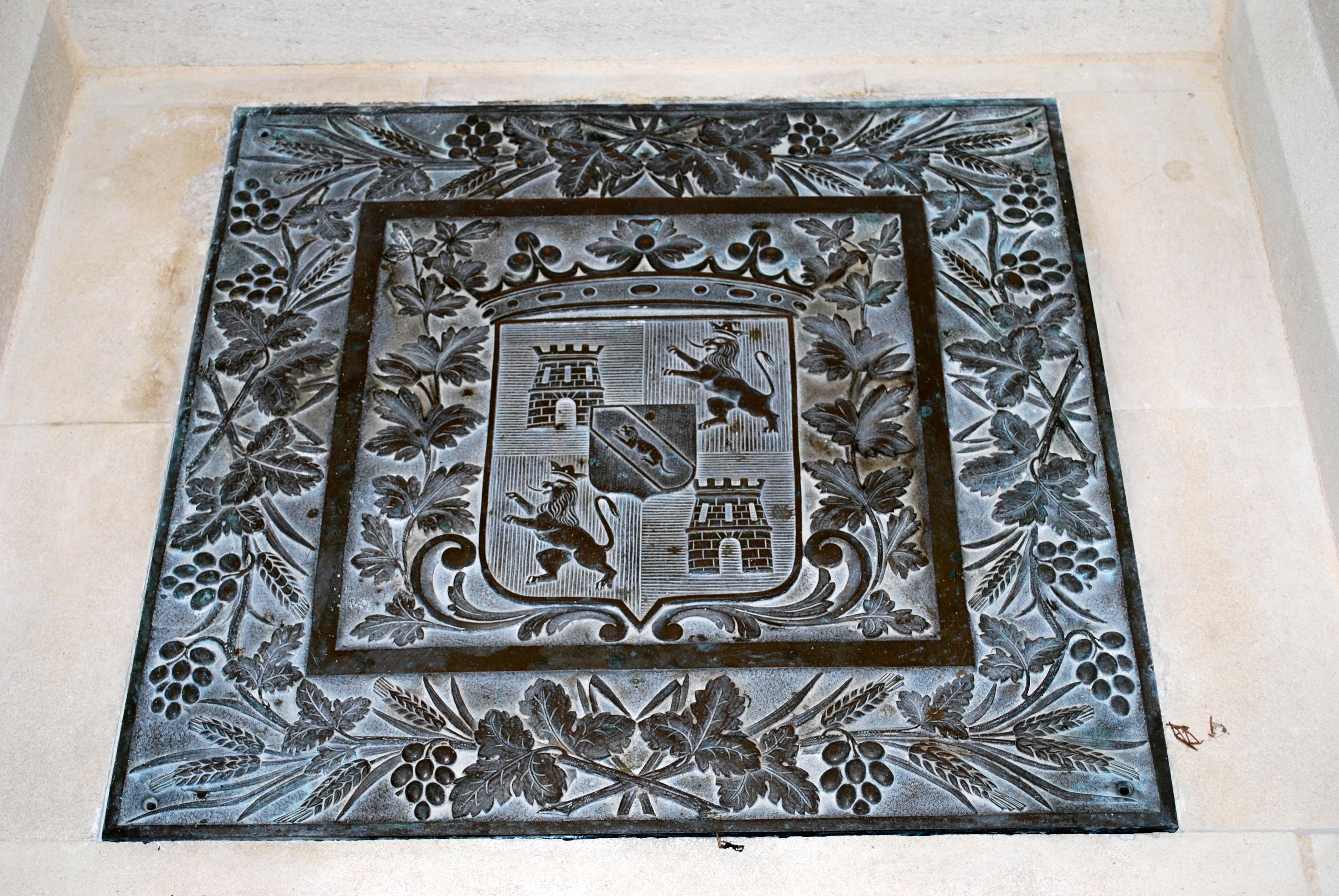
Entrée de la salle funéraire

Les vitraux et mobilier
Les vitraux peints dans l'abside et l'absidiole sud sont l’œuvre de Gustave Pierre Dagrant, maître-verrier bordelais. Ils datent de 1893 et 1896. Les autres vitraux de l'église ne sont pas signés.
Le mobilier qui se trouve dans l'église est assez classique : une chaire à prêcher; un confessionnal; des fonts baptismaux et deux tableaux, une crucifixion et la Sainte-Famille.

Les vitraux et mobilier
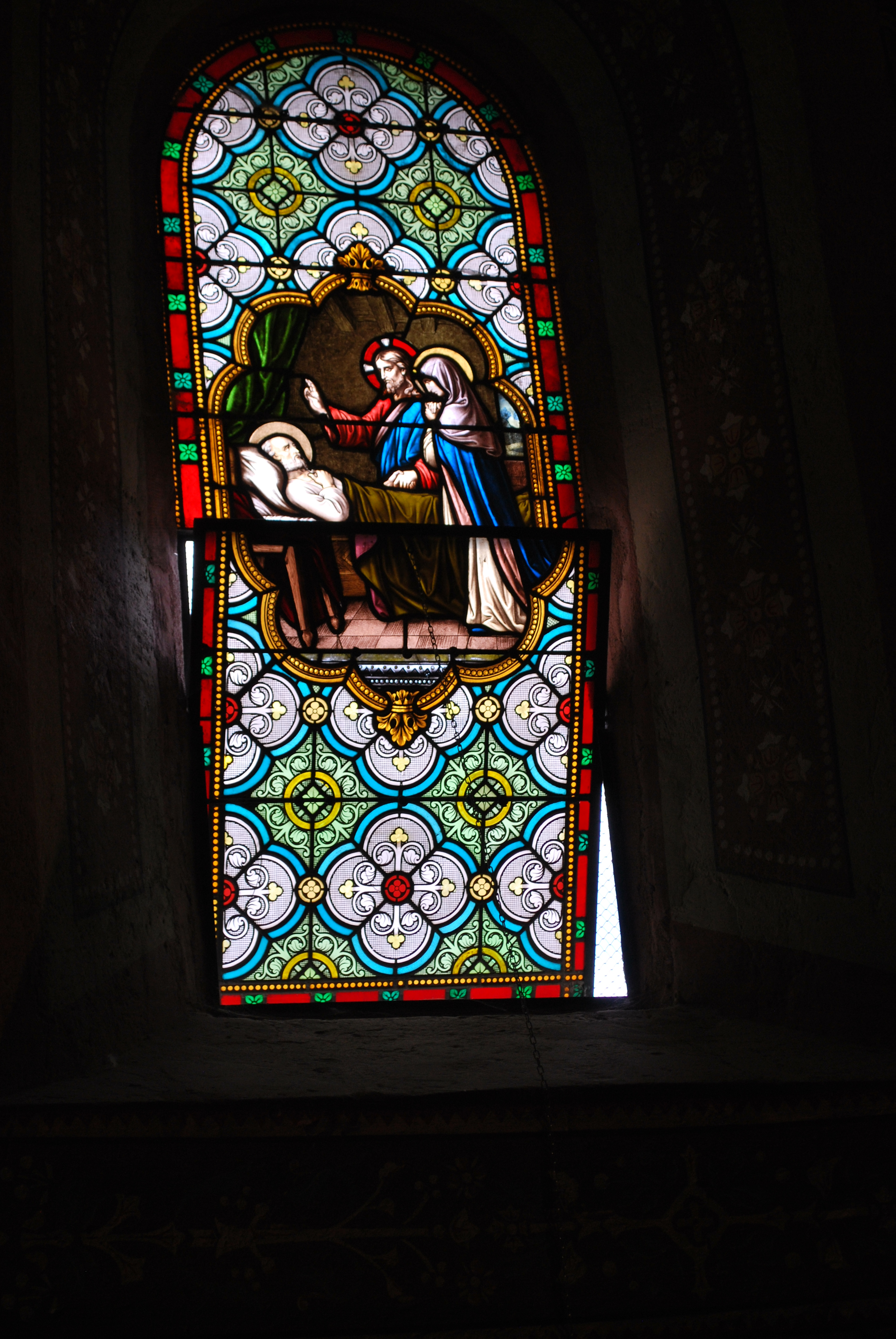
Absidiole nord
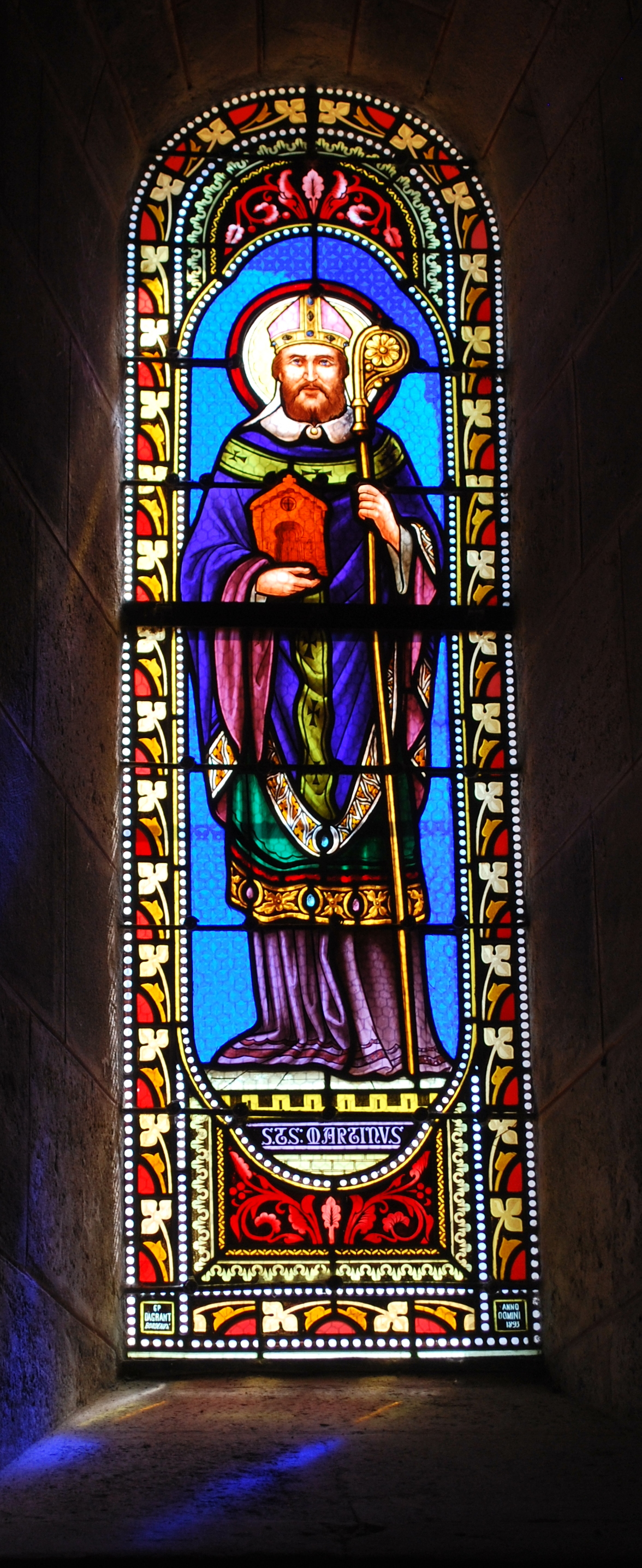
Abside
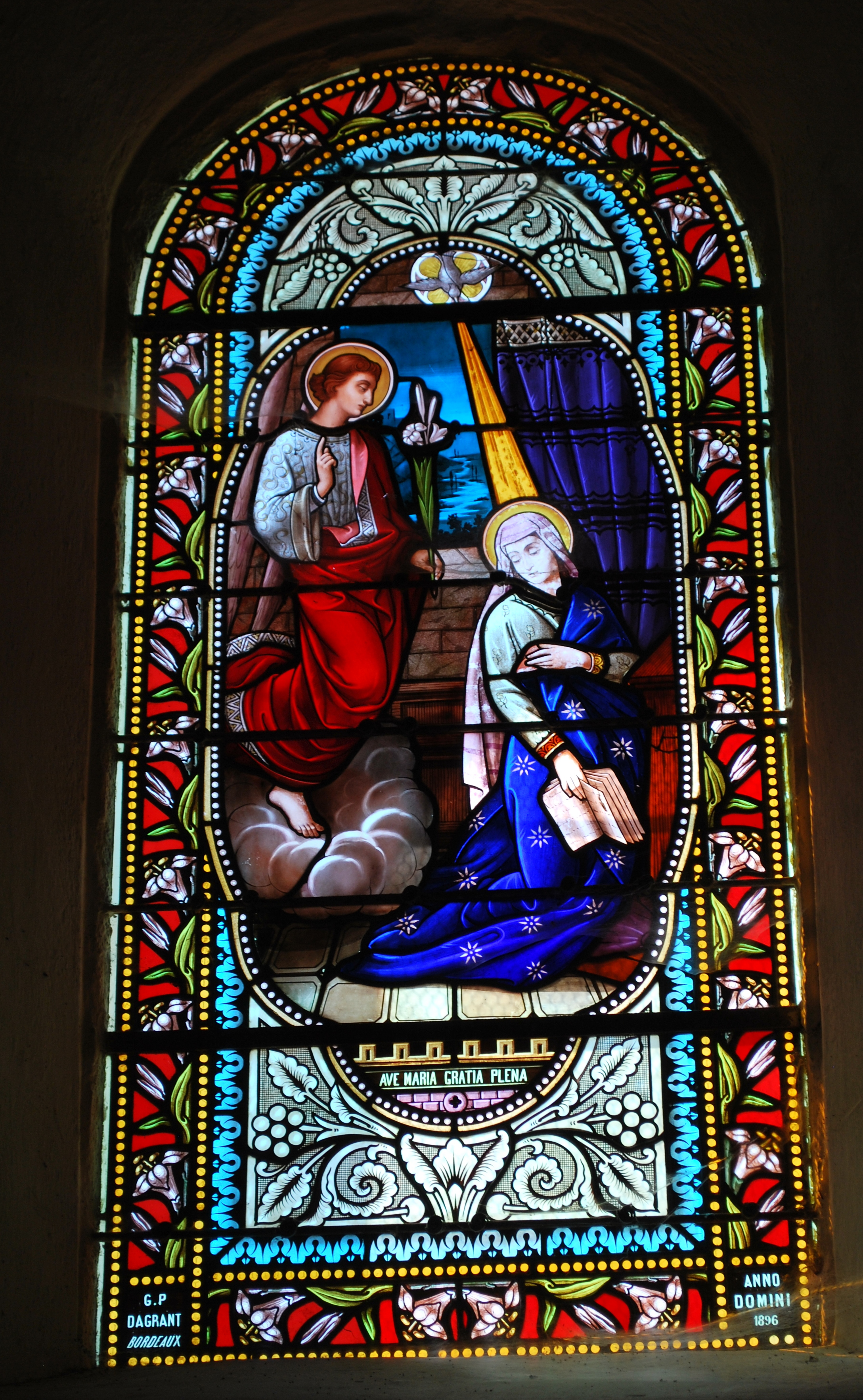
Absidiole sud
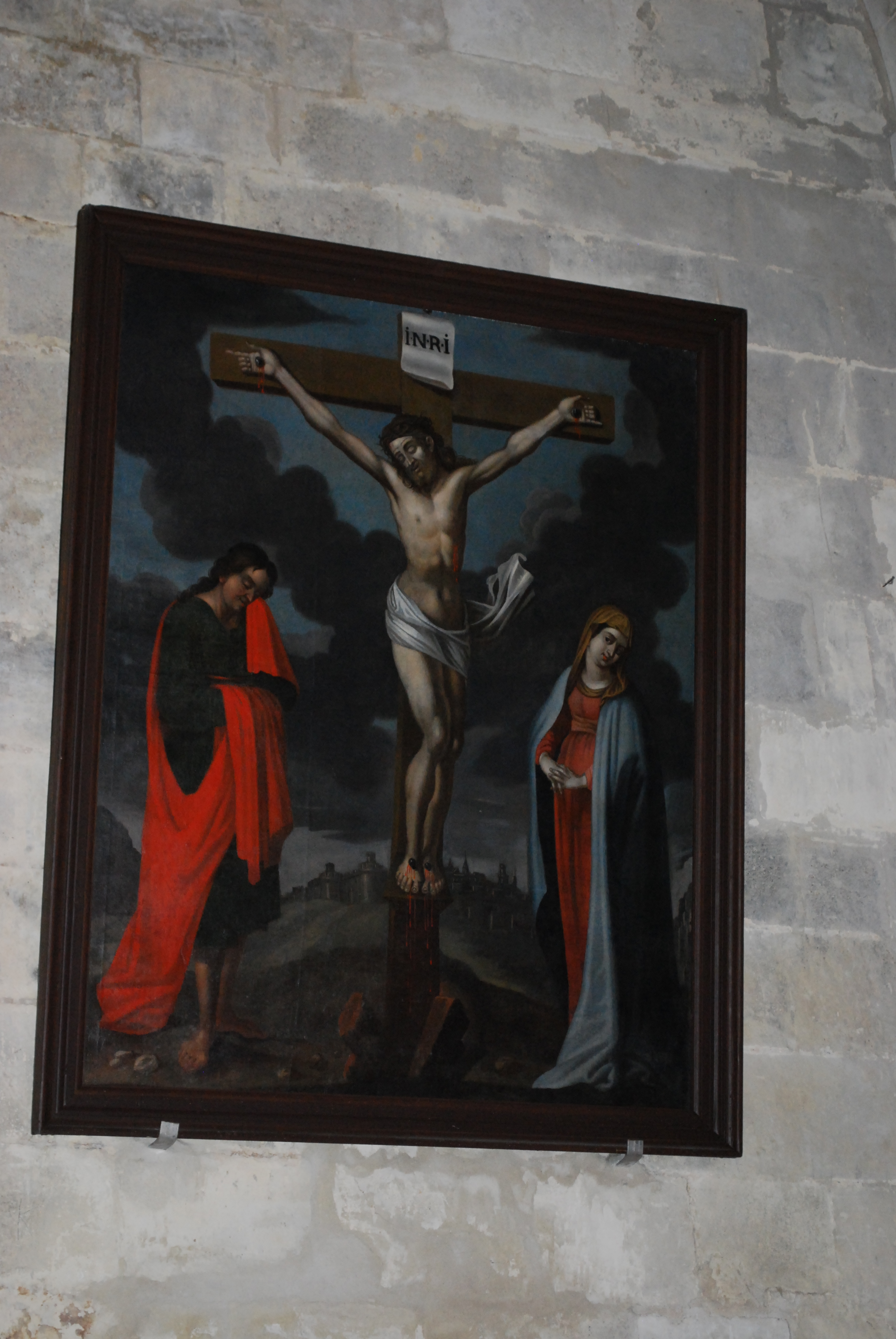
La crucifixion
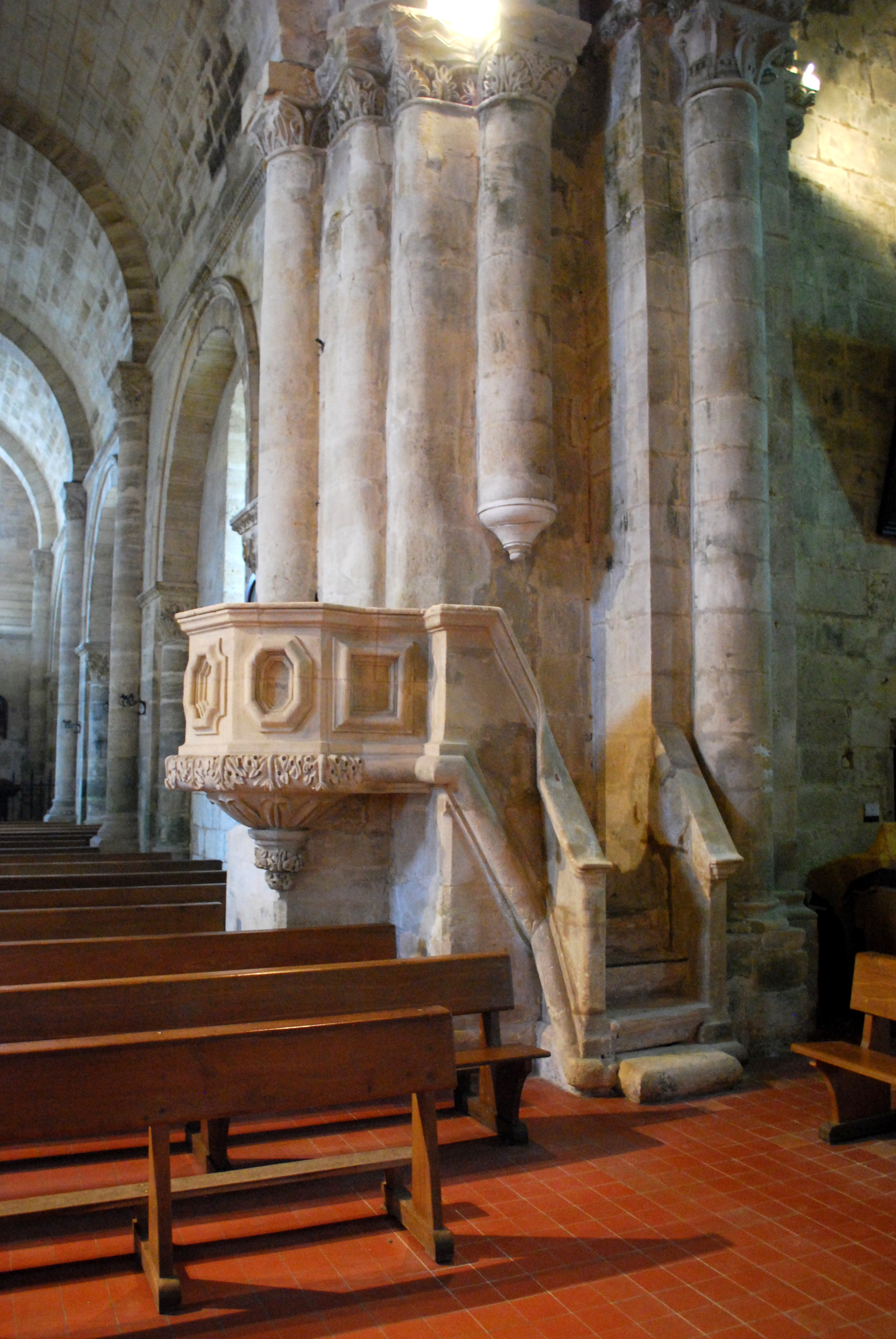
Chaire à prêcher
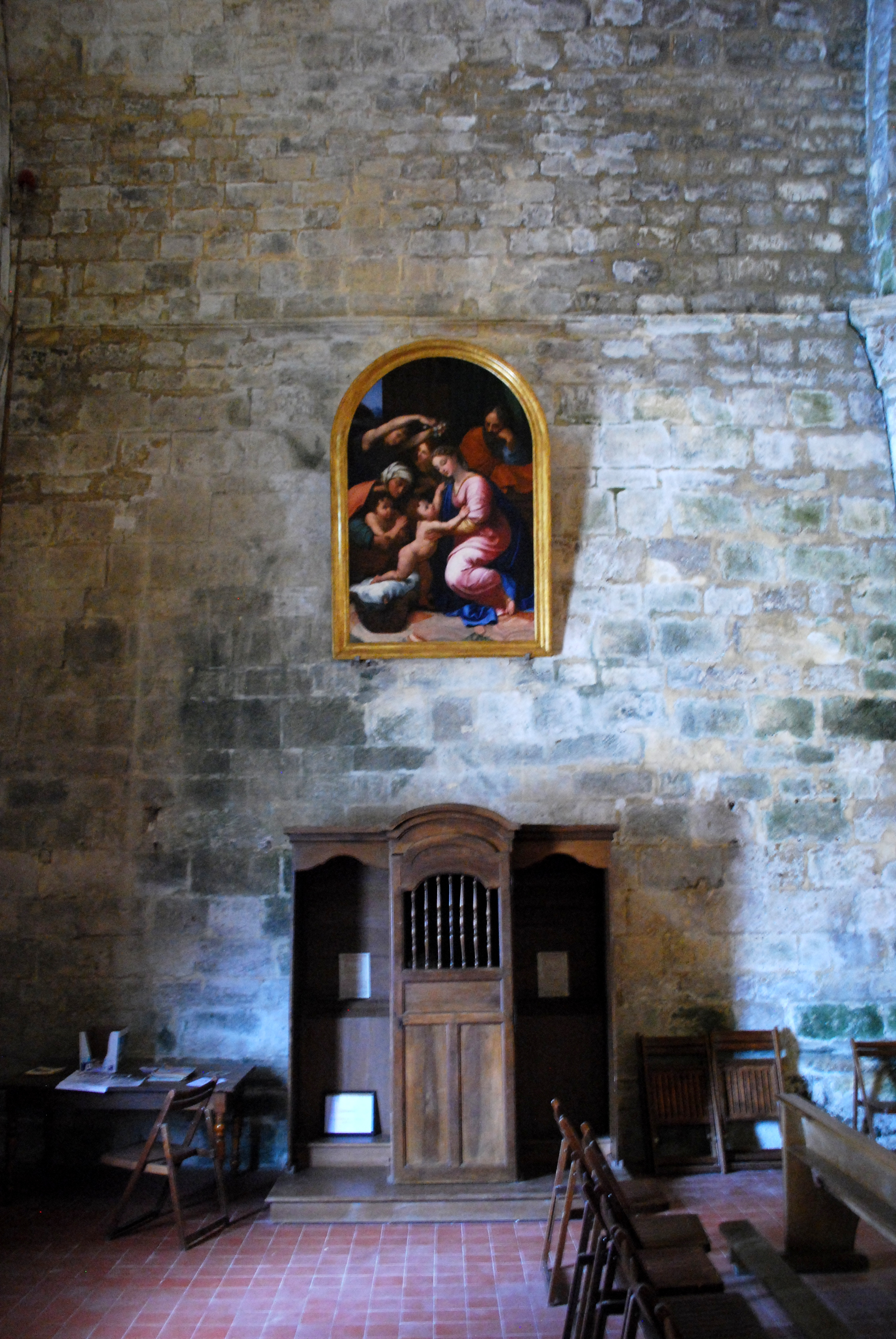
Confessionnal
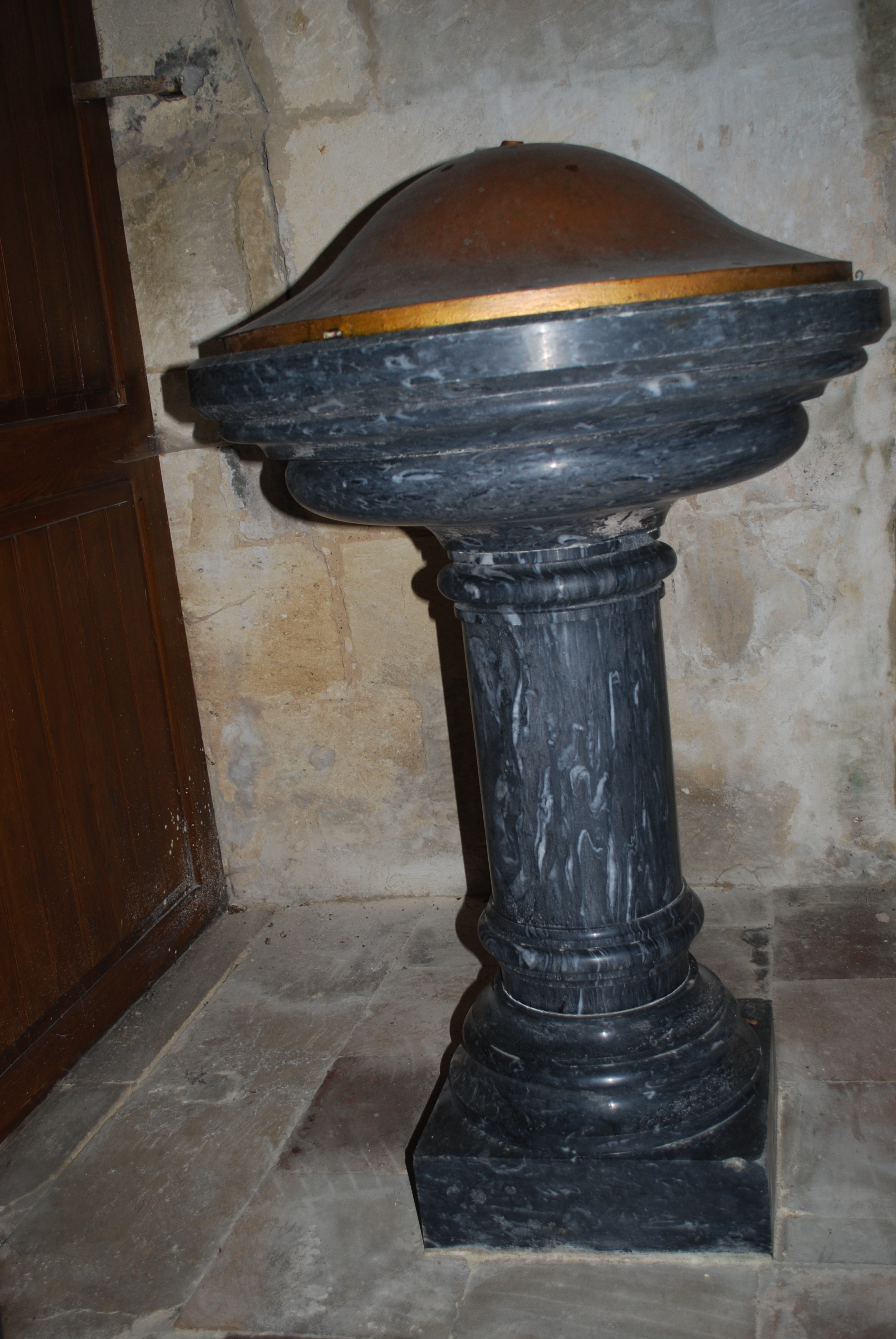
Fonts baptismaux

### Autour de l'église
- Sur l'absidiole sud, se trouve un cadran canonial. Ce type de cadran solaire primitif était utilisé par le clergé pour déterminer le moment dans la journée pour pratiquer certains actes liturgiques.
- Sur l'absidiole nord, gravé sur un contrefort, un dessin géométrique de cercles qui forment une 'croix de malte'.
- Autour du chevet un certain nombre de sarcophages sont exposés.

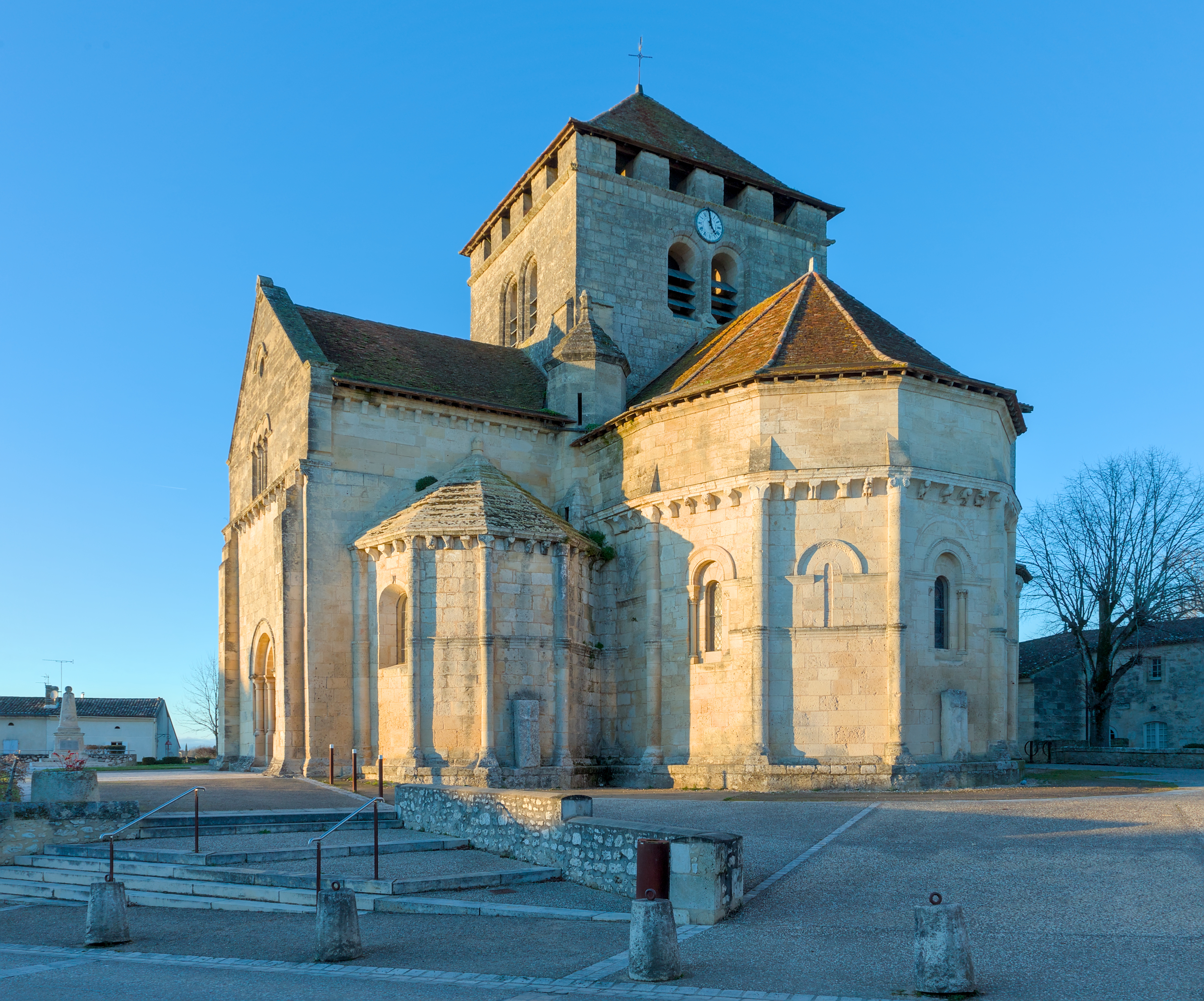
L'église et ses abords
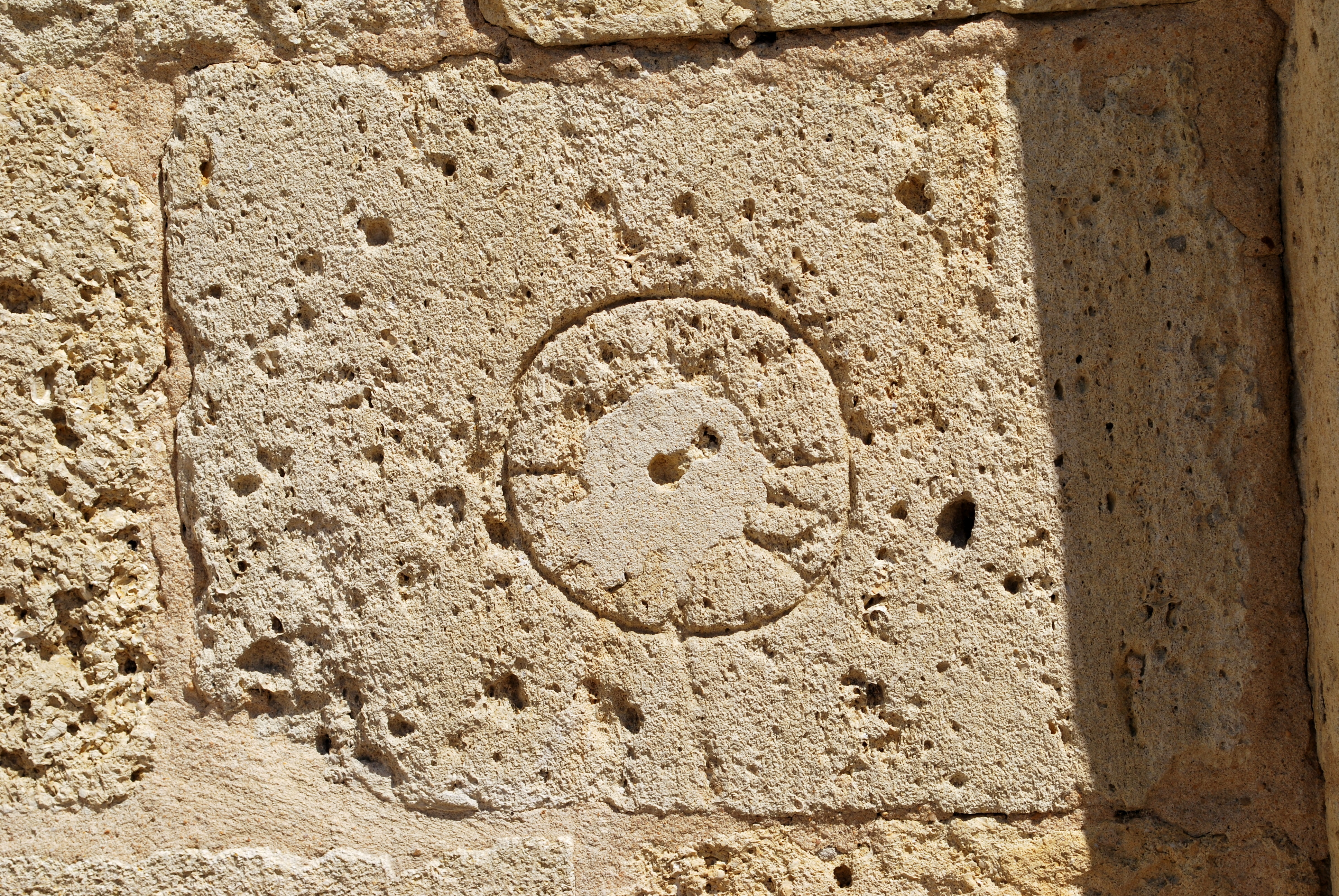
Cadran canonial
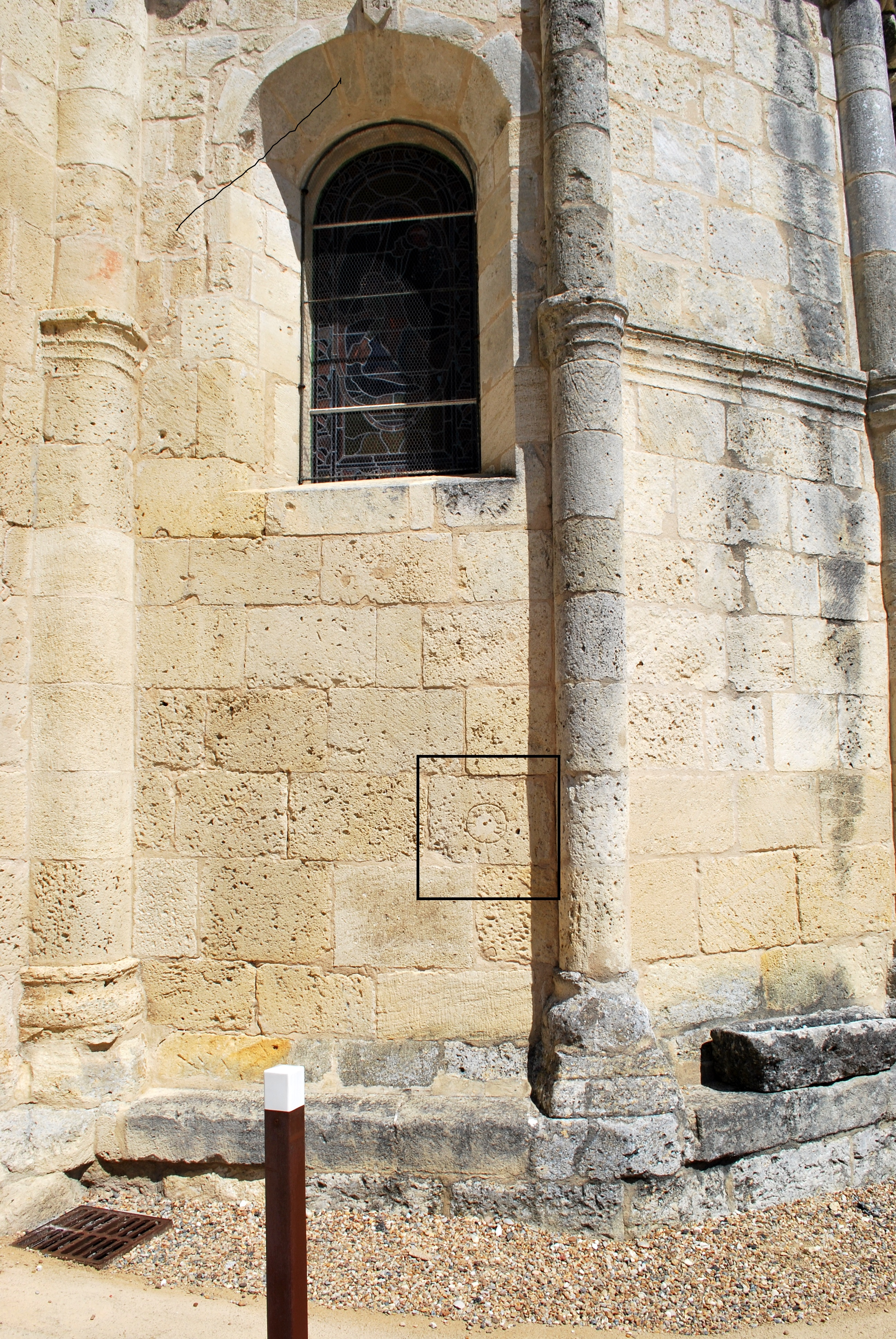
L'emplacement du cadran
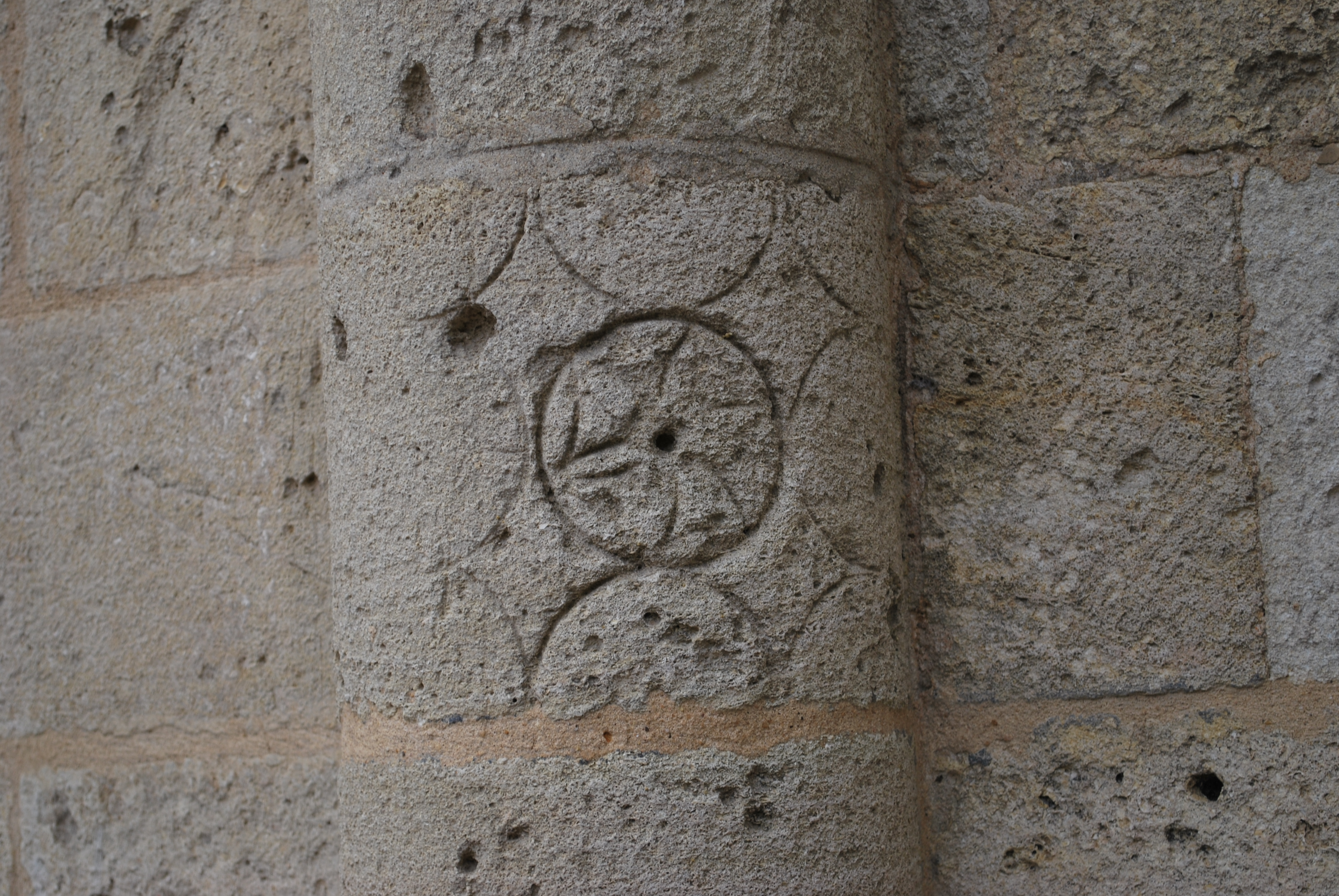
Dessin géométrique
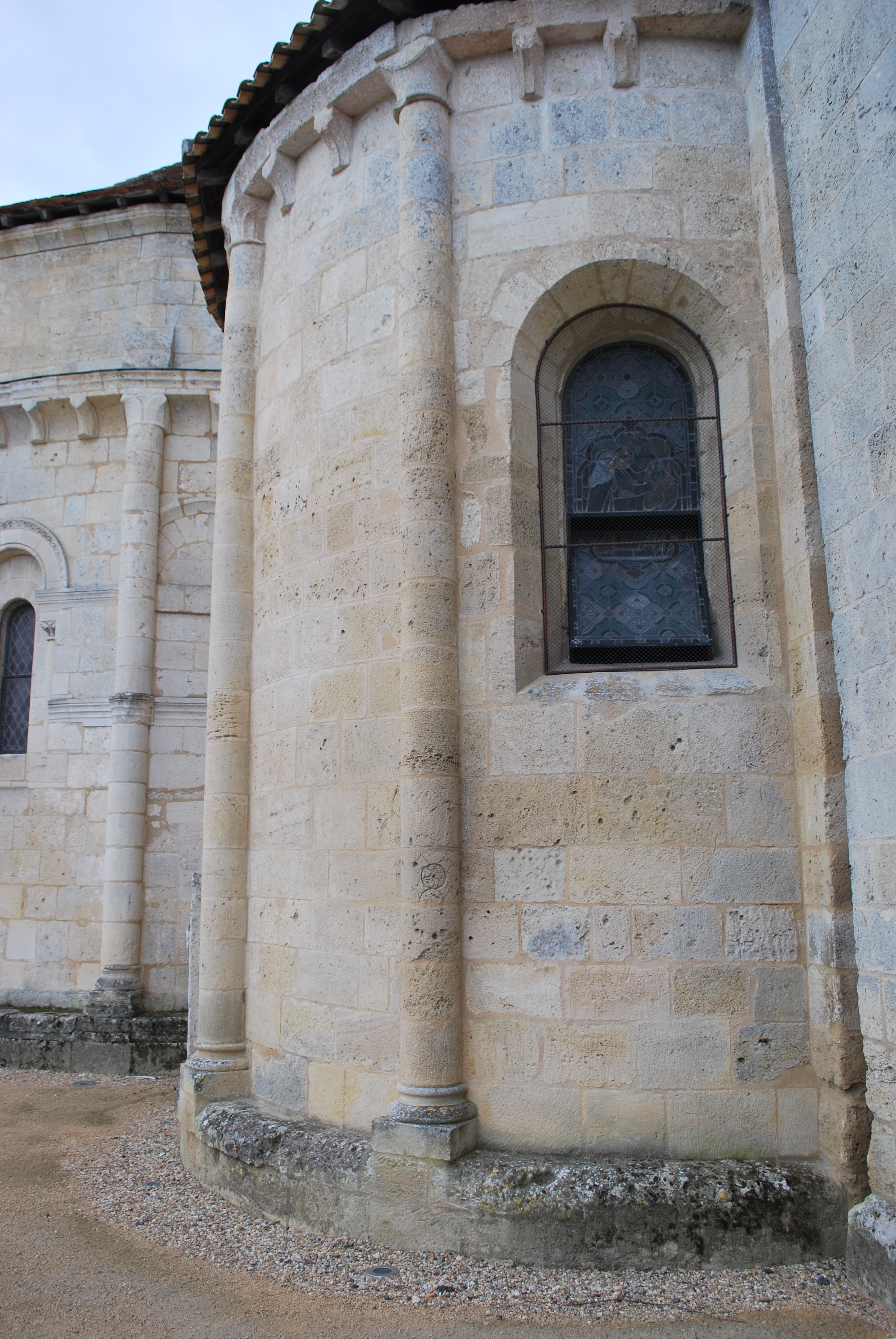
L'emplacement du dessin

Sarcophages
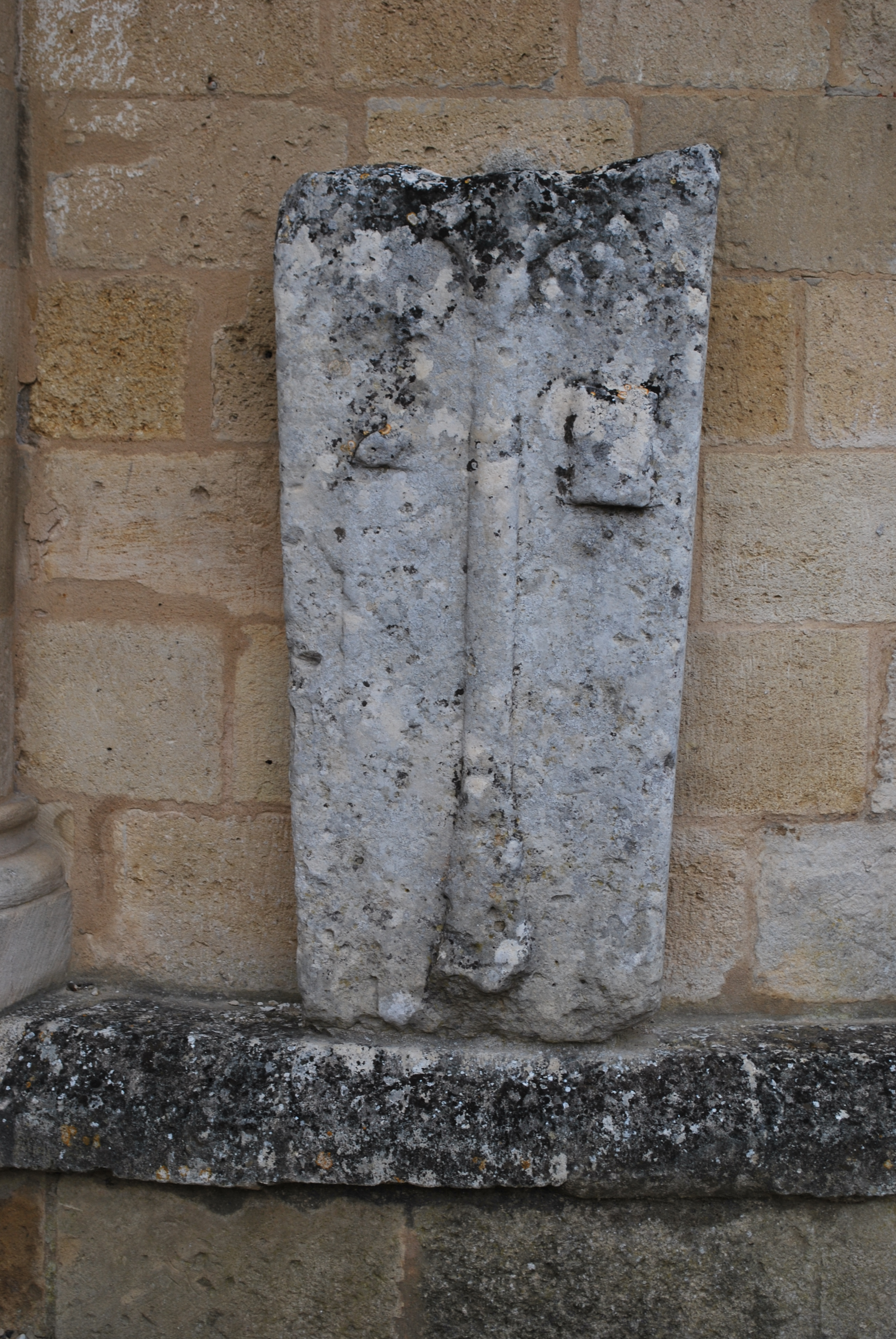
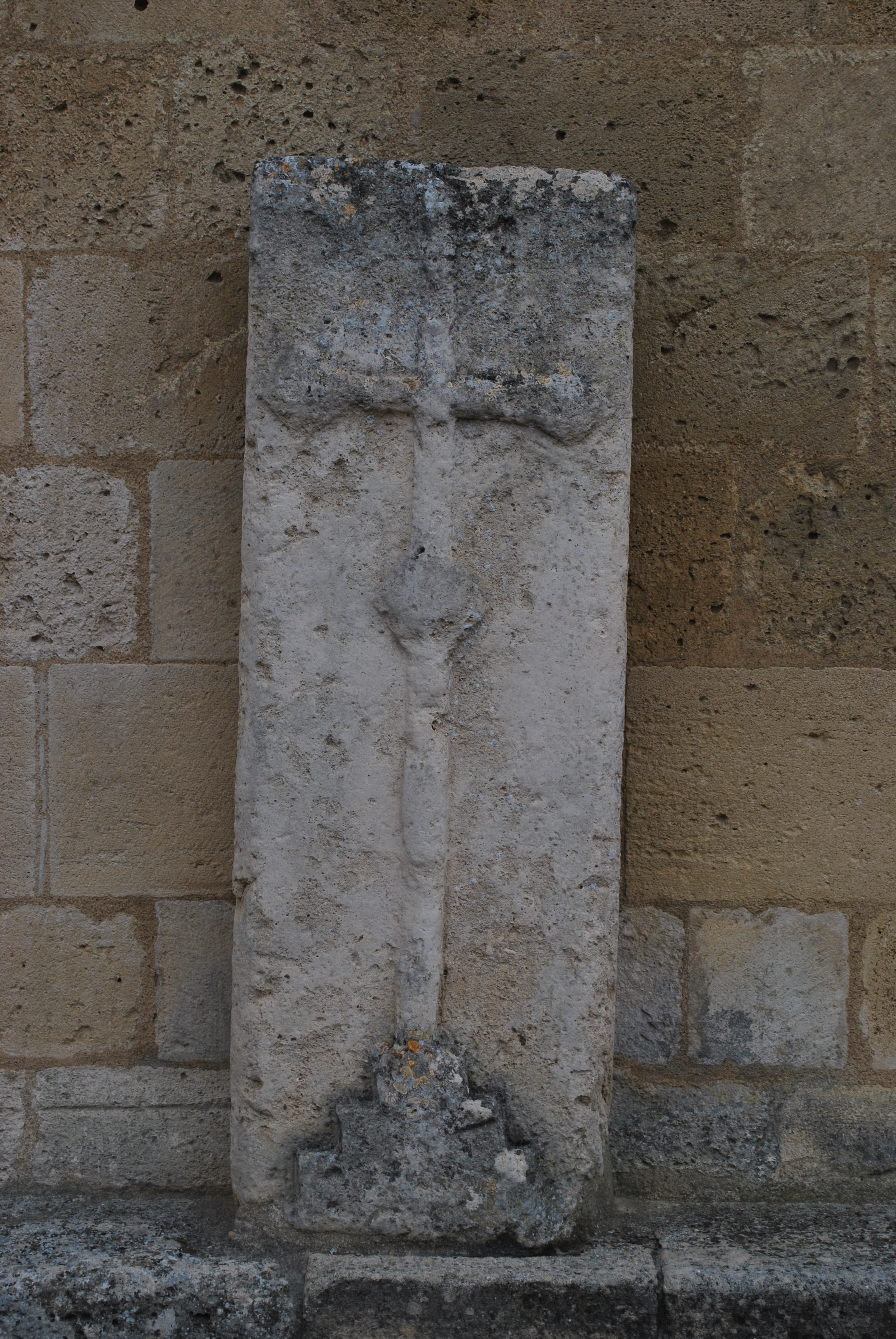
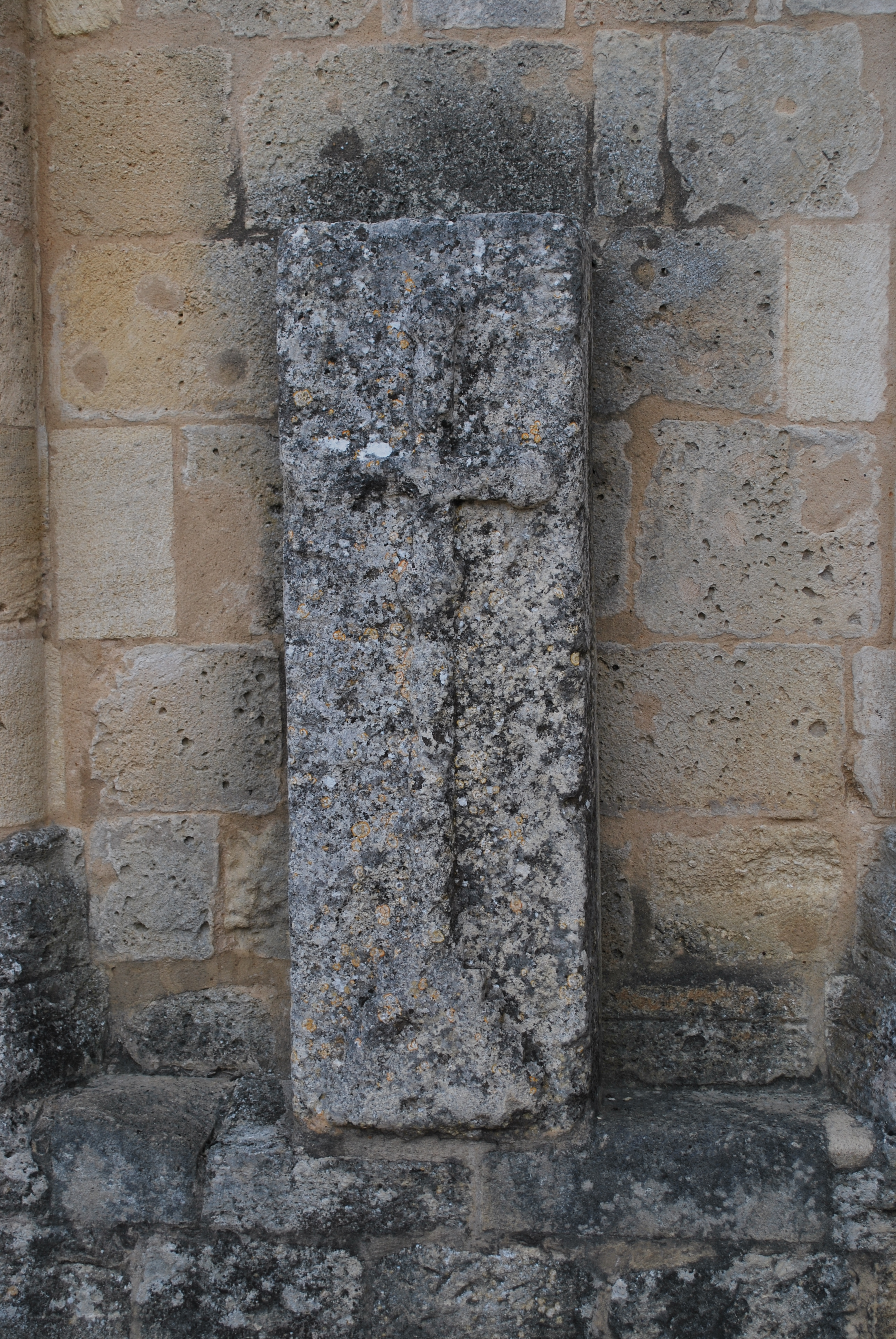
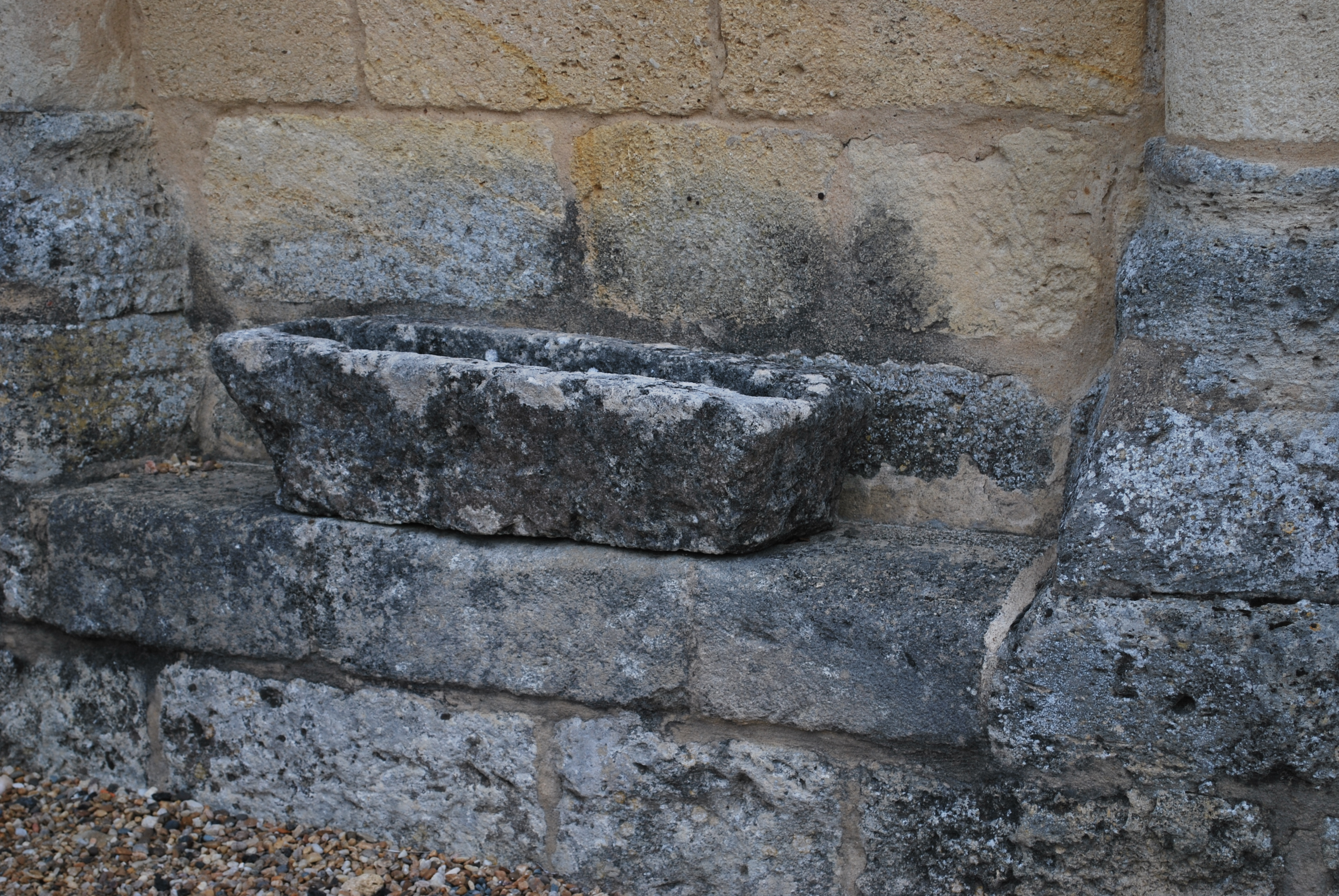

L'édifice est classé au titre des monuments historiques le 1er décembre 1908.